# フィリピン料理

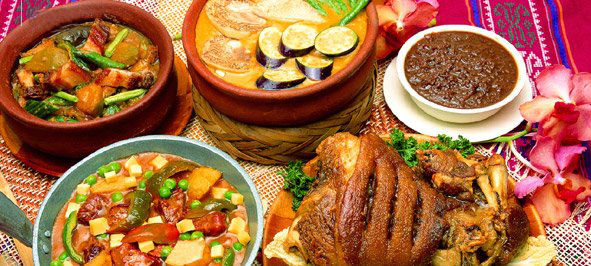
食卓に並べられたフィリピン料理

フィリピン料理（フィリピンりょうり、タガログ語: Lutuing Pilipino）は、フィリピンで食べられている料理の総称である。

## 歴史

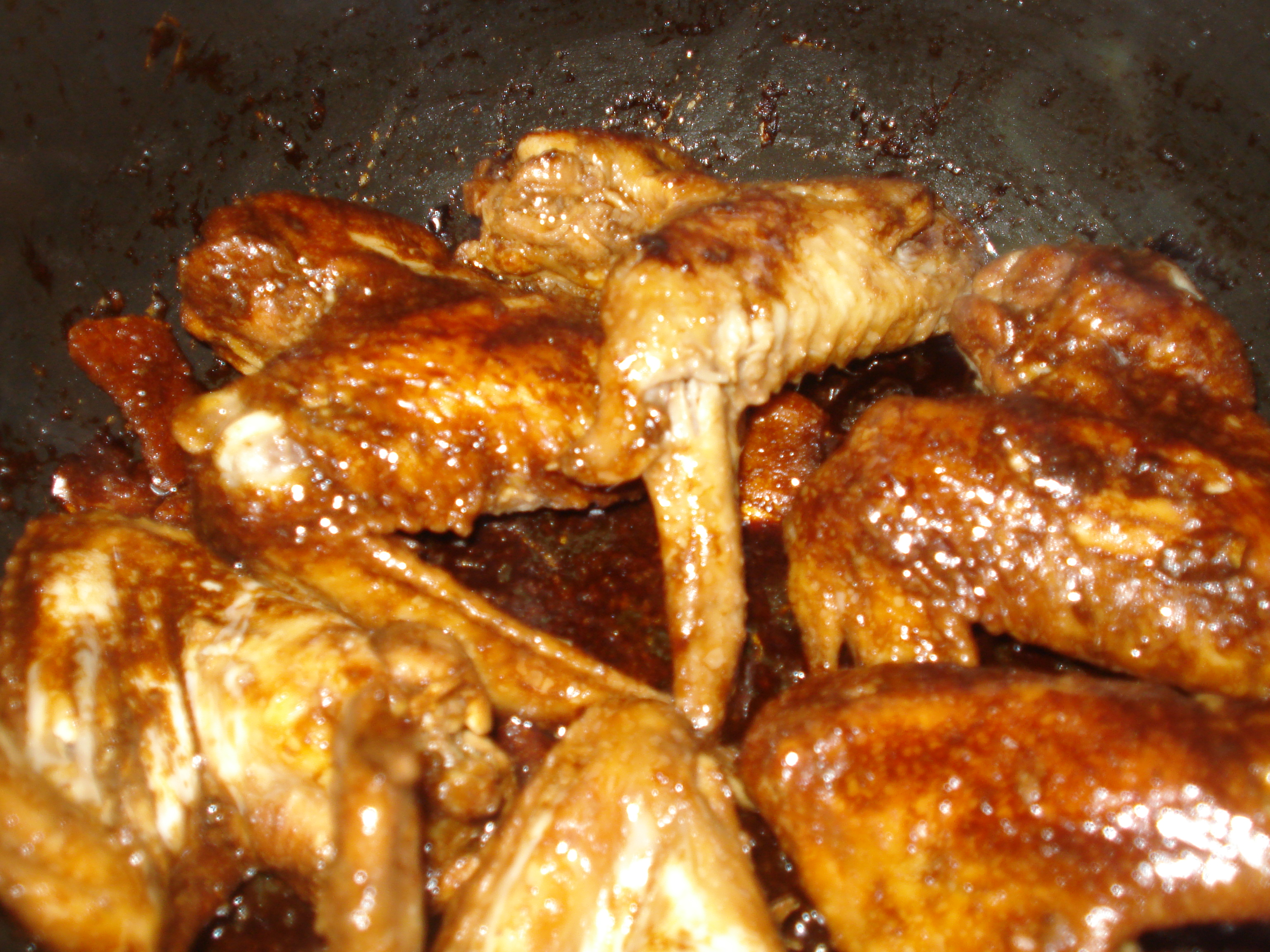
鶏肉のアドボ

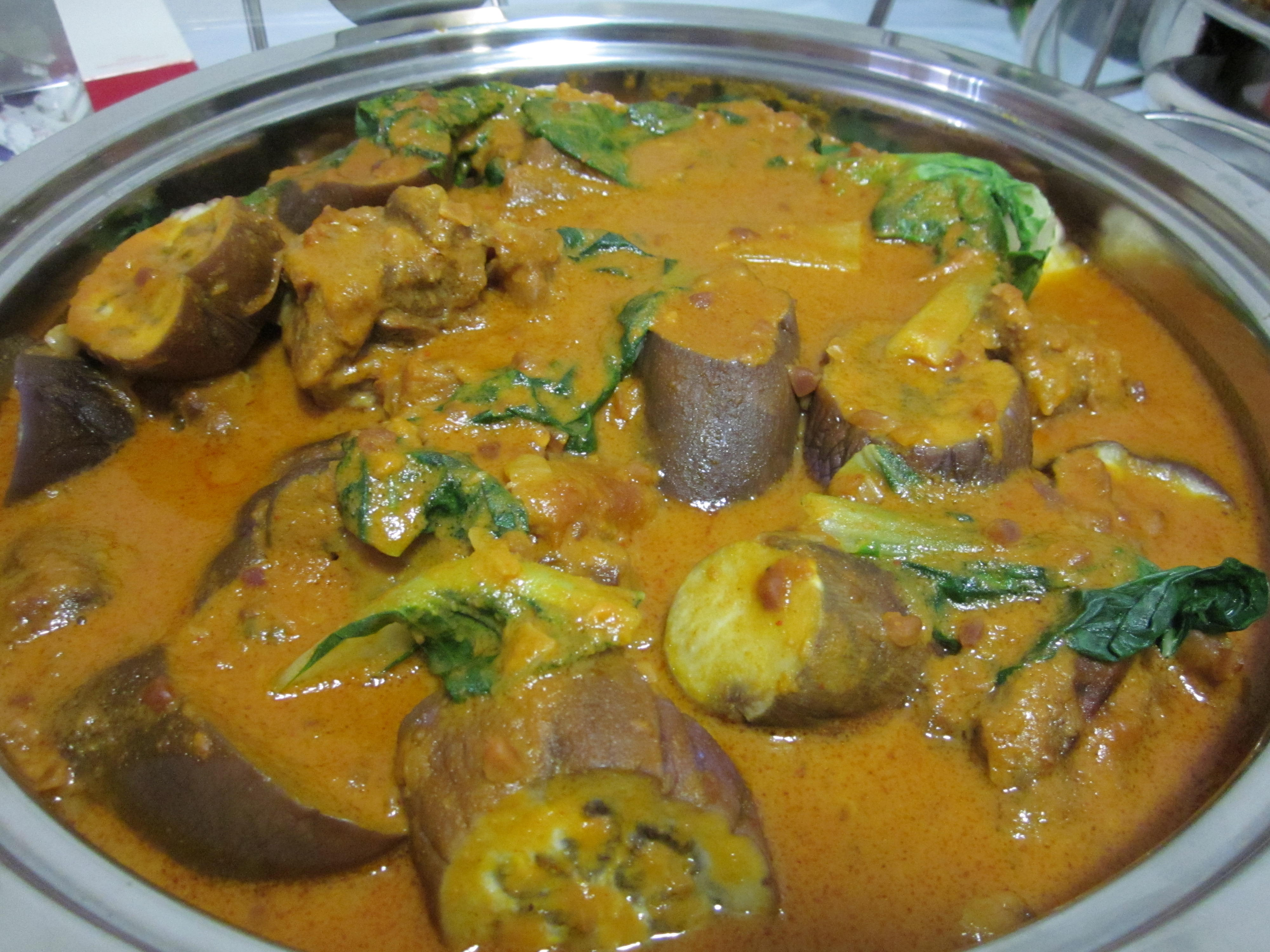
カレカレ

フィリピン料理は、中国やかつての宗主国であるスペインの食文化の影響を受けている。他の東南アジア諸国では様々な王朝の宮廷の料理人が洗練された料理を作り出していたが、統一国家が形成されていなかったフィリピンに「宮廷料理」は存在しない。スペイン統治下のフィリピンではカトリックの布教を背景とする同化政策が進行し、テーブルと椅子で食事を摂る食習慣、カトリックの行事で出される特別な食事、調理技術などがフィリピンの食文化に導入された。支配階級であるスペイン人の食文化はフィリピン人のエリート層に受け入れられ、他方で交易のためにフィリピンを訪れた中国人の食文化は庶民の家庭で受け入れられていく。19世紀はフィリピン人の食文化に大きな変化が起こった時期と考えられており、フィリピン化されたスペイン料理と中国料理が一般家庭に普及していった。19世紀末から第二次世界大戦後までフィリピンを統治したアメリカの食文化は、スペイン、中国ほどの影響は及ぼさなかった。アメリカの影響を受けて、マヨネーズで和えたジャガイモと鶏肉のサラダ、豆料理がフィリピンでも食べられるようになる。また、第二次世界大戦後にはアメリカからファストフードがもたらされた。アメリカからもたらされたものの一つにケチャップがあり、フィリピンではバナナを赤く着色したバナナケチャップも作られている。
スペインからフィリピンにラードやオリーブオイルを使って炒める料理法がもたらされ、フィリピン料理に脂肪とコレステロールが多く含まれる一因にスペインからの影響が挙げられている。複数の地域にまたがって食べられている国民食ともいえる料理にはスペイン風の名前が付けられており、ほとんどがスペイン統治時代に成立した料理である。スペイン料理のコシードに酷似する牛肉、鶏肉、野菜などをニンニク入りのソースで煮込んだプチェーロはフィリピンを代表する料理の一つに数えられ、庶民の味覚として親しまれている。しかし、スペイン風の名前が付いたフィリピン料理の多くは、調理方法や素材がスペイン料理と大きく異なっている。「アサド」はスペイン語では「ロースト」を意味し、セゴビア名物の豚の丸焼き「コチニーリョ・アサド」などの料理が知られているが、フィリピンでの「アサド」は中国系移民が伝えた叉焼を意味している。フィリピン料理の一つであるアドボは野菜、魚介類などの様々な食材を醤油と酢で煮込み、ニンニクで風味を付けた料理であるが、スペイン料理に「アドボ」という名前の料理は無く、漬け汁を意味する言葉「adobar」に由来する。チョリソー・デ・ビルバオは様々なフィリピン料理に使われる油分の多いソーセージだが、スペインのビルバオで同じ種類のソーセージは作られていない。
スペイン料理と同じく、フィリピン化された中国由来の料理も多い。スペイン人の来航以前から中国から料理、料理法を輸入していたフィリピン料理には使用する野菜、米食の位置付けなどで中国料理と共通する点が多いが、それらのフィリピン料理が中国料理に連なるとは言い難い。スペイン統治時代、レストランでは客であるスペイン人のために中国料理にスペイン風の名前が付けられ、フィリピン風のアレンジを経て現在はフィリピン料理として親しまれている。フィリピン料理にはパンシット・カントンという具の多い焼きそばがあるが、広東料理にパンシット・カントンに相当する料理は無い。フィリピン料理には丸い中華鍋が使われるが、中国風の短時間の炒め方はあまり行われない。
外国からの影響を一切受けていない、「純粋な」フィリピン料理を挙げることは難しい。16世紀の航海者フェルディナンド・マゼランの航海に同行したアントニオ・ピガフェッタはパラワン島で米を調理した料理でもてなされたことを記録し、マゼラン一行が食べた料理はスマン、カラマイ、クチンタの名前で後の時代でも親しまれている。牛のテール肉（あるいは胃袋）を煮込んでピーナッツソースで味付けしたカレカレ（カリカリ）は純フィリピン料理の1つに数えられるが、欧米の食文化に憧れる一部のフィリピン人はカレカレを蔑視している。伝統的にフィリピンでは手食（Kamayan）が行われていたが、スプーンとフォークを使った食事が一般的になっている。フィリピンには出来立ての熱い料理をすぐに食べる習慣は無く、全ての料理は冷ました後に食べられている。大皿に盛られた料理を各人が自分の小皿にとって食べるフィリピン料理の形式は、かつての共食儀礼の名残だと言われている。皿に盛られた副菜のほとんどは一口大に切り分けられているため、皿にとった料理をナイフで切る必要はない。

## 特徴

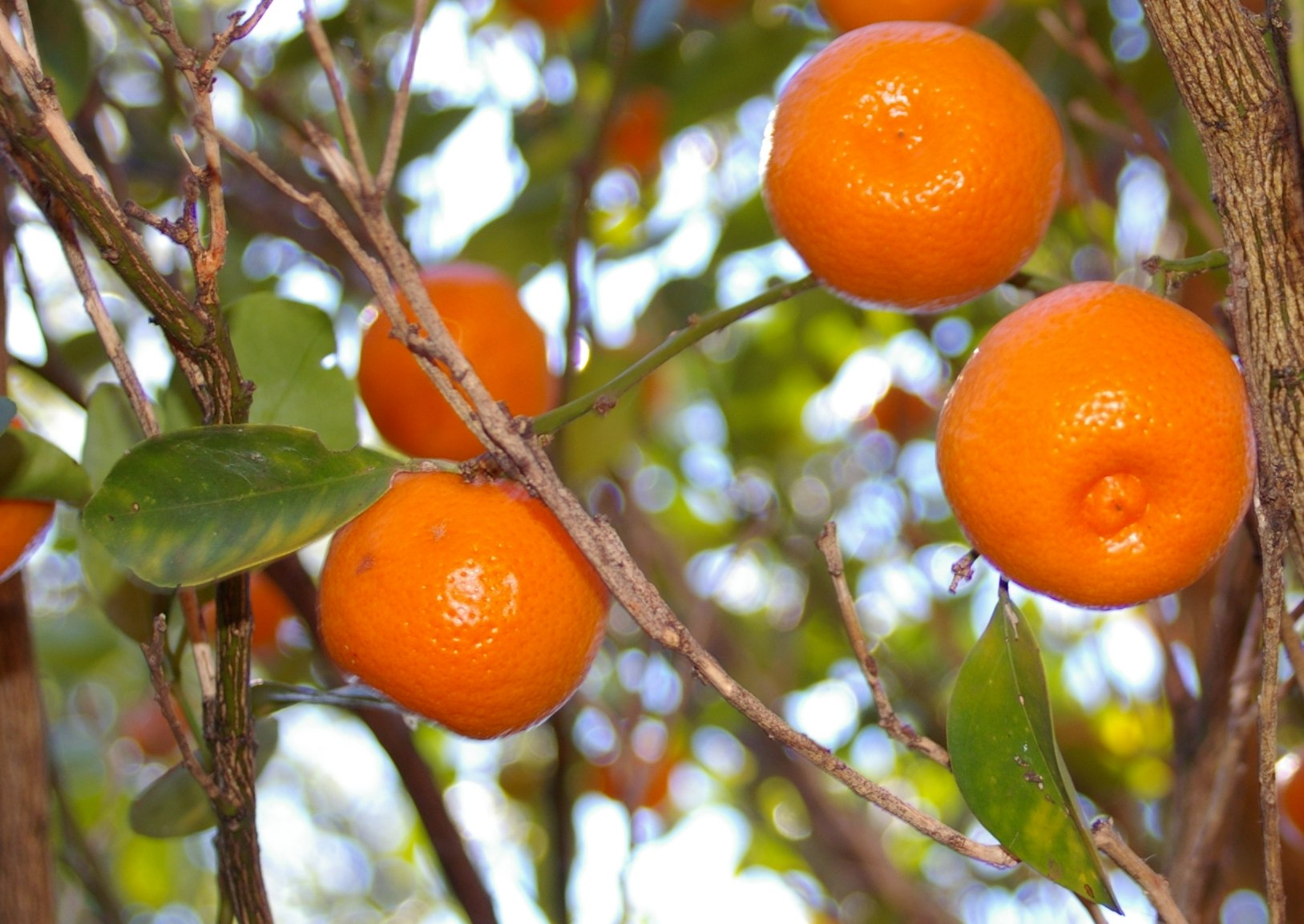
カラマンシーの果実

フィリピン料理には粒コショウ、トウガラシなどの香辛料、ショウガ、タマネギ、トマトといった香味野菜が使われる。中国、スペインの影響を受けた料理にはニンニク、タマネギ、トマトを味付けの下地とするものが多い。フィリピン料理に用いられる魚醤（パティス）、ココナッツミルクなどの調味料は他の東南アジア諸国の食文化と共通しているが、他の地域と異なりフィリピン料理の味付けは比較的穏やかでトウガラシはあまり使われない。そのため、他の東南アジアの人間にはフィリピン料理の味付けは物足りないと感じられることもある。香辛料が多用されない理由について、他の東南アジア諸国と比べてフィリピンの島々はインドから離れた位置にあるため、香辛料を多用するインド文化の影響が及んでいないことが挙げられている。インドや、インドと同じく料理に香辛料を使うイスラム教圏からの影響はフィリピンの一部地域にのみ見られ、フィリピン南部のイスラム教徒、ルソン南東のビコル地方では辛口の料理が好まれる。
柑橘類のカラマンシーや酢のほかに熟していないタマリンドの果肉、カミアス（ナガバノゴレンシ）の果実など、フィリピンではすっきりした酸味が好まれているが、中国料理のような甘味と酸味が合わさった料理はあまり食べられない。また、熟していないマンゴーやパパイヤも酸味を生かしてサラダ、スープ、甘酸っぱい漬物アチャラの材料に使われる。これらの酢は食中毒の予防、生ものの保存のために料理に使われる。これは、酢に含まれる酢酸によってpHが7（中性付近）よりも低下するため、腐敗の原因となる細菌の繁殖を、ある程度抑制できるという効果を利用したものである。
パティス、カラマンシーの汁、塩辛の1種のバゴオンといった調味料で、各人がそれぞれの好みの味付けをしたうえで料理は食べられる。複数の調味料を合わせて作るつけ汁はサウサワンと呼ばれ、供される料理に応じたサウサワンが小皿に入れられて食卓に並べられる。マニラなどの北部地域では小魚の塩辛の上澄み液を熟成させて作る魚醤・バティスが主要な調味料であり、日本料理の醤油と同様に様々な場面で多用される。一方、南部地域では華僑によってもたらされたソイソースのトヨがバティスに取って代わりつつある。ブロ（Buro）と呼ばれる熟れ寿司はタマネギなどと一緒に炒めてソース状にし、調味料として料理に添えられる。伝統的な煮物、焼き物にはショウガが使われ、中華風の炒め物、揚げ物にはニンニク、タマネギ、トマトで風味が付けられる。菓子以外の料理にも甘い味付けのものが多く、バナナを材料とするケチャップを使ったミートソース、甘口のソーセージなどが食べられている。ココナッツミルクを使った煮込み料理は「ギナタアン（ginataan）」と総称され、ビコル地方ではココナッツミルク入りのアドボが好まれている。
炊き上げた白米や焼き魚を除き、フィリピン料理に1種類の食材だけで作るものの種類は少ない。魚にはバゴオンが添えられ、シチューやスープといった汁物には多種の野菜、肉、魚介類、麺が入れられる。鍋に入れられる材料には主従の区分が無く、食材の組み合わせ、調味料、調理法によって料理の内容が決まると言える。

## 一日の食事
フィリピン人は1日に朝食、昼食、夕食、午前と午後の2回の間食（メリエンダ）の5回の食事を摂ると言われている。都市部の朝食では塩パン（パン・デ・サル）、農村部では炊きたての白飯か昨日の残りの白飯を炒めて作るガーリックライスが食べられている。朝食の付け合せには、卵、干魚、タパ（漬け汁に付けた後に焼いた肉）、トシーノなどが出される。もち米を柔らかく煮てホット・チョコレートをかけたチャンポラードは、特別な日に出される朝食である。
スペインからもたらされたメリエンダの習慣は多くのフィリピン人の間に残り、白米と副菜、麺類、肉まんが食べられている。プトボンボ（紫餅）、プト（米粉を使った蒸しパン）といった米を使った菓子類、スマンやタマレスといったちまき、ハロハロなど様々な料理が、メリエンダの食卓で供される。かつてはスペインと同様に量が多い昼食が食べられていたが、昼食とメリエンダの内容の違いは無くなっている。遅い時間に夕食を摂るスペイン風のスタイルは廃れ、早く食事を摂るアメリカ風のスタイルに取って代わられた。

## 地域性
フィリピン料理は少なくとも8の地域に分類することができる。
マニラ近辺ではヤシ油やラードを使った炒め物が主流になっており、メトロマニラ周辺はもっとも料理が洗練された地域といわれている。ルソン島中央部のアンヘレスは、豚の耳、内臓をタマネギと一緒にみじん切りにして炒めたシシグ（sisig）で知られる。マニラ北のパンパンガではスペイン、メキシコ、中国の食文化が濃く受け継がれており、中でもスペインからの影響が強いといわれている。イロコス地方は野菜の種類に恵まれ、料理の味付けにバゴオンが使われることが多い。倹約家が多いイロコスでは食材が無駄なく使われ、シンプルな調理がされている。ルソン南東部のビコール地方の料理は海産物とココナッツがふんだんに使用され、トウガラシが多用される点に特徴がある。辛い味付けがされ、細かく切った豚肉、エビ、野菜をココナッツミルクと唐辛子で味付けしたビコール・エクスプレスが名物料理として知られている。
周辺を海に囲まれたビサヤ地方の島々は魚介類に恵まれており、新鮮な食材は酢じめ、炭焼き、蒸すといった簡素な調理が加えられる。ニンニク風味のワンタン入りスープのパンシット・モロはイロイロの名物料理である。甘みのある汁に麺を入れて豚のレバーと腸の小口切り、スライスして揚げたニンニク、長ネギを載せたバッチョイは西ビサヤ地方の名物である。
ミンダナオ島に多く住むイスラム教徒は、戒律に則って豚肉は食べず、あらゆる料理にココナッツミルクと唐辛子を使う。ミンダナオのイスラム料理の一種である、香辛料と香草が複雑に組み合わされたカレーに似た料理は他地域のフィリピン料理には見られないものである。辺境地帯に居住する少数民族の間にはサツマイモや茹でた調理用のバナナに塩やバゴオンを添えて食べる質素な食生活が存在する。

## 主食

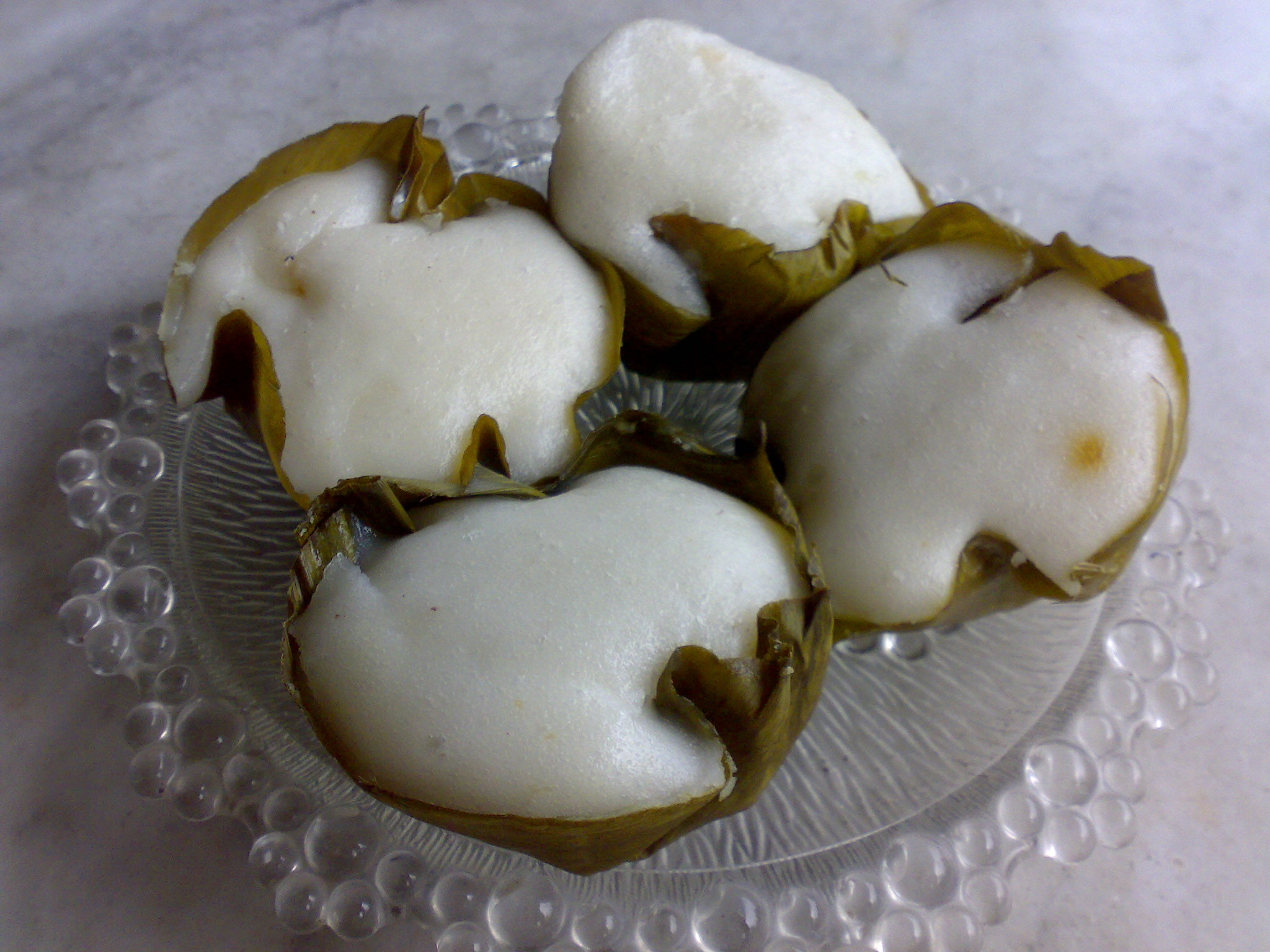
バナナの葉で包んだプト

フィリピンの主食は白米であり、副菜を載せ、あるいは白米と副菜を混ぜ合わせて食されており、長粒種のインディカ米が用いられる。米のとぎ汁はスープなどの調味料、カラシナの漬物の漬け汁、サトウヤシのあく抜きなどに再利用される。フィリピン料理のスープとして有名なシニガンはとぎ汁に果物で酸味を加えたもので、白米にかけて食べられる。
フィリピンでは具入りの粥であるアロス・カルド、中国風の米だけの粥のルーガウも食べられており、ルーガウは他の皿に盛り付けられた具を好みに応じて乗せて食する。ヤシの葉で編んだ小袋に米を詰めて茹でたプトはおにぎりに良く似ており、ビサヤ地方の郷土料理として知られている。アロス・ア・ラ・バレンシアーナはココナッツミルクでもち米を炊き上げたフィリピン風のパエリアで、オリーブオイルの代わりに植物油、サフランの代わりにターメリックが使われている。通常アロス・ア・ラ・バレンシアーナにはスペインのパエリアと違って魚介類は使われず、魚介類が使われるアロス・ア・ラ・バレンシアーナは「パエリア風」と呼ばれる。
米以外にトウモロコシ、小麦、タロイモ、ヤムイモ、マニオク、サツマイモ、料理用バナナ、サゴヤシ澱粉もフィリピン料理の主食といえる。教会や欧米文化の影響によって、フィリピンではパン、ケーキ、クッキー類もよく食べられている。「塩パン」を意味するシンプルなパン・デ・サル、スペイン発祥の菓子パンのエンサイマダの人気が高い。
麺類はパンシット（pancit）と総称され、軽食の場で食べられる。ミキ（miki）やカントン（kanton）のような中国風の麺、米粉から作るビーフン、ソータンホン（春雨）などがパンシットの種類として挙げられる。焼きそばのようにパンシットを肉や野菜といためる場合、二種類のパンシットが組み合わされることもある。長い麺は「長寿」に繋がるとされており、焼きそばや焼きビーフンはフィリピンの祝祭に欠かせないものとなっている。雨量が少ないセブ島、ボホール島ではイネの代わりにトウモロコシが栽培され、精白して米粒大に砕いたトウモロコシを白米の代用品として炊き上げる。

## 肉類

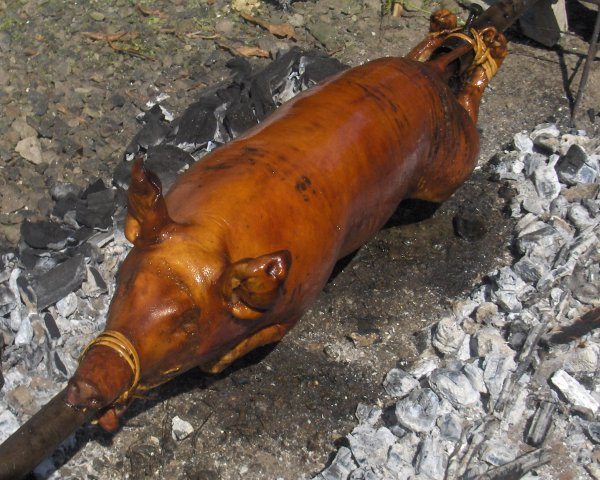
レチョン

肉類では豚肉が最上とされ、次いでアヒル、鶏肉の順に珍重されている。食材を無駄なく使うフィリピン料理にはレバー、胃袋、肺臓、腎臓、腸などの内臓を使った料理も多く存在する。
酢を入れた豚肉の煮込み料理はパクシウと総称される。豚の丸焼きであるレチョンはフィリピンの祝祭（フィエスタ）に欠かせない料理であり、レチョンの皮を素手で上手にはがして食べられるかどうかがマナーの物差しになっていたと言われている。レチョンのソースは焼いたレバーから絞り出す汁を材料とし、各家庭ごとに異なるレシピが存在する。また、レチョンとともにブタの血や内臓の煮込み料理であるディヌガンも作られる。肉を焼き上げる際にしたたり落ちた油は缶に集めて再利用し、祭りの後に残った豚の頭や骨付き肉はぶつ切りにして残ったソース、ニンニク、タマネギ、酢とともに煮こんで食べられる。ステーキはアメリカからもたらされた調理法であり、ビーフステーキの注文の際には部位だけでなく国産牛か輸入牛のどちらを調理するかを指定するシステムになっており、フィリピンではアメリカ、オーストラリア産の輸入牛が好まれている。
過去には犬肉も食べられていたが、現在犬食は法律で禁止されている。
孵化直前のアヒルの卵を茹でたバロットは見かけの悪さのために食卓に出ることはあまりなく、露店で売られているものが購入される。

### 食肉加工品

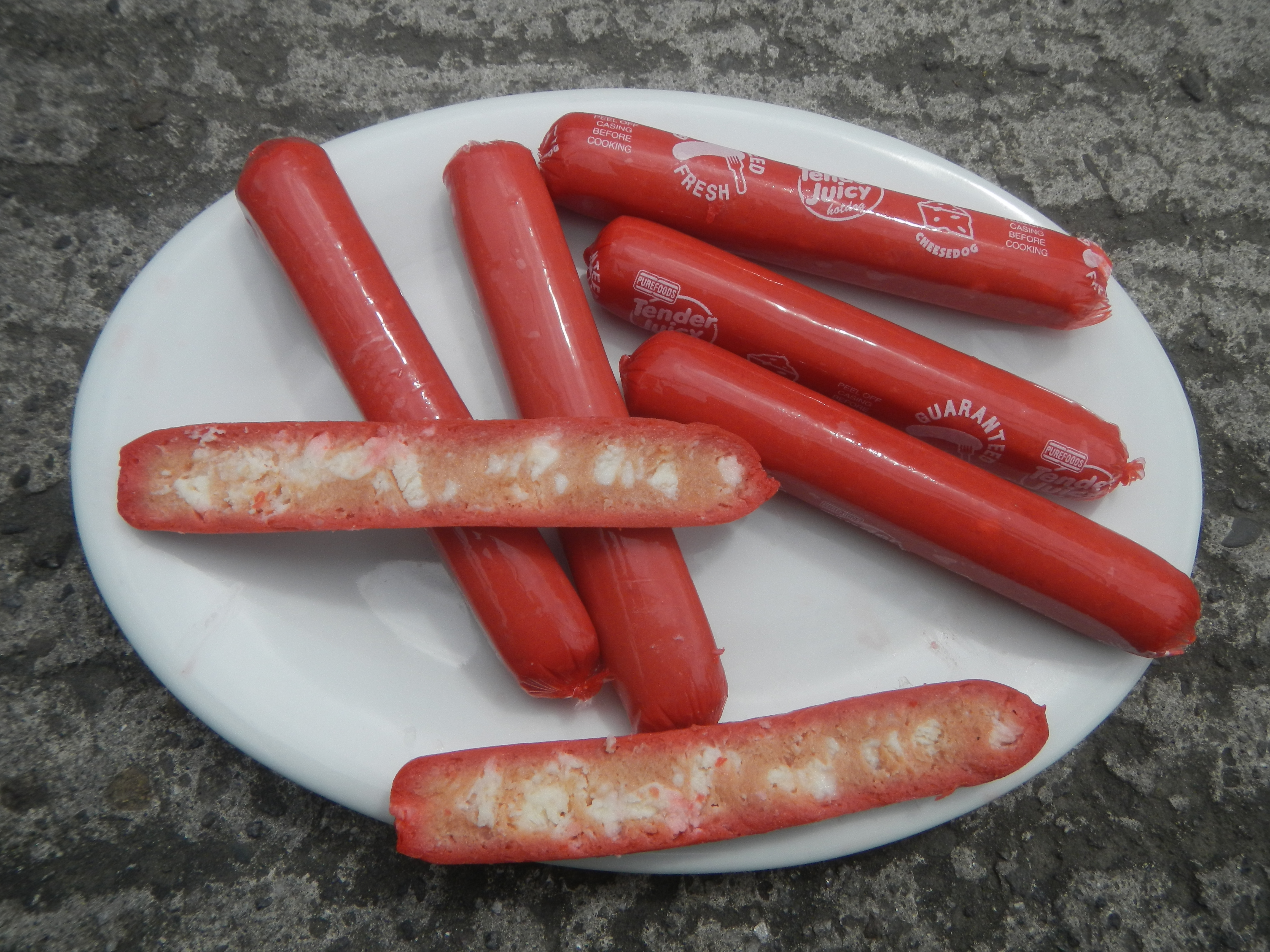
ホットドッグ(hotdogs)

カンター・グループの調査に依れば、フィリピンの食肉加工品市場では、その約6割を「ホットドッグ(hotdogs)」と呼ばれる赤い色のソーセージ（パンにソーセージを挟んだホットドッグとは別物）が占める。次いでロンガニーサ、トシーノといったフィリピン特有の食肉加工品が上位を占めている。通常のチョリソーを含んだソーセージ、ハム、ベーコンなどは1割強と市場の占有率は低い。
中華系住民が食する臘腸と呼ばれる中華ソーセージも都市部のスーパーマーケットではよく見かける。

## 魚介類
島国であるフィリピンは海産物に恵まれ、様々な魚介類が市場に並んでいる。魚は主要な副菜になっており、主要なタンパク源でもある。調理された魚料理を皿に盛りつけるとき、魚の頭を左右のどちらに向けて置くか特に決まりはなく、背が手前に向けられている場合もある。漁師が獲れたての魚をさばく場合を除き、生魚が食べられることはあまりない。キニラウ（キラウィン）は、生魚の切り身やカキにカラマンシーの汁、ニンニク、ショウガ、タマネギ、トウガラシ、食塩などで味を付けた酢じめである。シバエビは炒め物やビーフンの具材として欠かせず、淡水に棲む小エビは野菜とともにウコイというかき揚げにされる。ウコイは日本料理のかき揚げと異なり、エビの頭と殻からとった出汁で衣をとく点に特徴がある。ミドリイガイはムール貝の代用品として、ニンニク焼きやパエリアといったスペイン風の料理に使われる。地中海風の魚介類のスープであるブイヤベースはフィリピンでも食べられているが、フィリピンのブイヤベースはエバミルクが使われるクリームスープになっている。
海、川、湖で獲れた魚介類を利用した郷土料理はフィリピン各地に存在する。サワガニに似たタランカのペーストであるタバ・ナン・タランカはパンパンガ地方の名物、ニシン科のタウィリスの塩焼きはバタンガス地方の名物として知られる。タバ・ナン・タランカは練りウニにも似ており、「フィリピンのキャビア」とも呼ばれている。ビコル地方で獲れる世界最小の魚シナラパンはオムレツの具材や干物にされ、タール湖で獲れるニシン科のタウィーリスは珍味として知られている。

## 野菜
フィリピンでは生野菜が料理に使われることはほとんどなく、カラシナの漬物も炒めて、あるいは煮て食べられる。農村部では生のままのマンゴーやカシューナッツの若葉を味付けして白飯のおかずとし、漁村では塩、酢、タマネギなどと生の海藻を和えて食べられることもある。生野菜が使われる料理の1つに生春巻き（ルンピア・サリア）があり、レタスや炒めた野菜が入れられる。
雨量の多いフィリピンはキノコの種類も多く、キノコは白飯の付け合せやスープの具材にされる。

## 昆虫食
フィリピンの都市部では昆虫食は行われていないが、山間部には昆虫を食べる人間もいる。バッタは昆虫食が行われている地域に普遍的な食材であり、乾燥させた後に土鍋で焼いて食べられる。ルソン島北部では主にケラ、コガネムシの成虫が食べられ、コガネムシは脚、頭、前胴を取ってアドボにされる。コルディレラには伝統的に昆虫を食べる少数民族が多く、バッタ、コガネムシ、ケラ以外にアリ、ゲンゴロウ、ヤゴなどが食べられているほかミンダナオ島の山岳民族の間にも昆虫食の伝統が存在し、各地で食材にされる昆虫は炒め、あるいは茹でて食される。

## 飲料、菓子

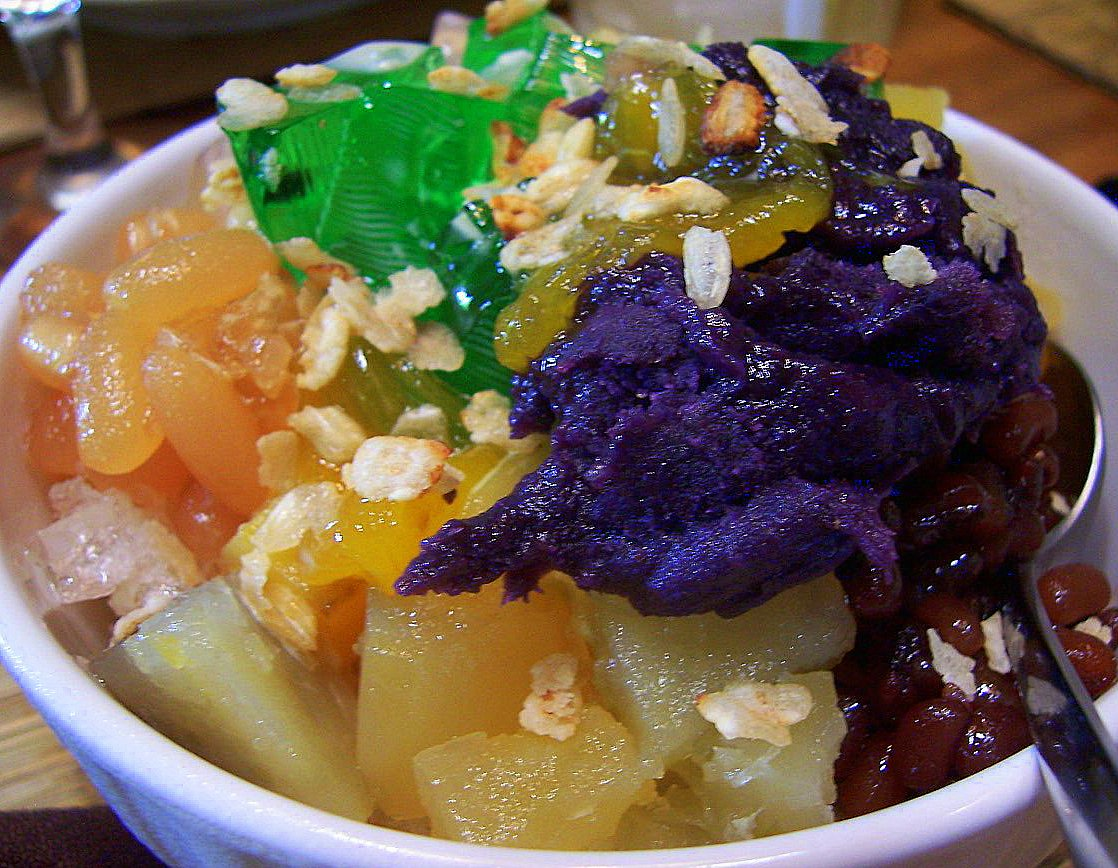
ハロハロ

フィリピンでは、清涼飲料水とコーヒーが広く飲まれ、朝食ではスペイン風のホット・チョコレート、薄味のコーヒーが愛飲されている。コーヒーノキを栽培しておらず、インスタント・コーヒーを購入する余裕もない農民の場合、朝食には黒米を使った代用コーヒーや潰したショウガを煮立てたジンジャーティーを飲む。メリエンダではソフトドリンク、コーヒー、ハーブティーが飲まれているが、茶は飲まれていない。セブンアップ、ビールなどの炭酸入り飲料は食事中の飲み物として出され、バーベキュー、煮込み料理、蒸し煮の調味料にも使われる。
暑い気候のフィリピンではビールが愛飲されており、「サン・ミゲル」「ビア・ナ・ビア」などのブランドが存在する。ココナッツジュースもよく飲まれており、ところてん状に削った果肉を加えたり、果実や砂糖で酸味や香りを補うこともある。ヤシの花芽を切って採取する甘いジュースのトゥバはかつては黒砂糖の材料とされ、ミンダナオ島ではトゥバを発酵させて作る酒が飲まれている。南タガログ地方ではココヤシの蒸留酒であるランバノグ、イロコス地方ではサトウキビ酒のバシが飲まれている。
メリエンダに出されるハロハロは、かき氷とココナッツミルクに豆、米粒、果物など様々な材料を混ぜ合わせた氷菓である。「混ぜこぜ」を意味するハロハロは1920年代にフィリピンを訪れた日本人が考案した料理といわれ、様々な文化が混合したフィリピン文化の例えにも使われる。紫色の芋であるウベ（ダイジョ）はアイスクリーム、ハロハロの餡、蒸しパンであるプト、プディングなどのデザートの材料に使われる。ケソンプティなど水牛の乳から作るチーズは菓子の代わり、もしくは菓子の添え物として食後のデザートで出されることが多い。様々なフルーツとシロップ漬にしたサトウヤシの実であるカオン、ナタ・デ・ココなどを合えたフルーツサラダはパーティーでデザートとして供される。

## 主な料理

### 肉料理
- アドボ - 醤油と酢を使った煮込み料理
- アサド
- レチョン（lechon） - 豚の丸焼き
- トシーノ（tocino）-豚バラ肉をワインなどの漬け込んで甘辛く味付けしたもの。
- ディヌグアン（dinuguan）　-
- カレカレ（kari-kari） - 牛のテール肉のピーナッツソース煮。サヤインゲン、ナス、タマネギなどの野菜が入れられる。
- カルデレータ（kaldereta） - ヤギなどの肉を使ったシチュー。スペイン料理の魚のシチューに由来する。
- ティノラン・マノック - ショウガやレモングラスを入れた鶏肉の煮込み
- レリアノン・マノック（rellenong manok） - 骨を抜いた鶏の中に豚肉、ソーセージ、みじん切りにした野菜、ゆで卵などを詰めてオーブンで焼いた特別な行事で出される料理。
- エンブティード（embtido） - フィリピン風のミートローフ。
- バロット（balut）　- 孵化する直前のアヒルを茹でたもの。
- シシグ（sisig）
- ボピス（bopis）
- パクシウ（paksiw）

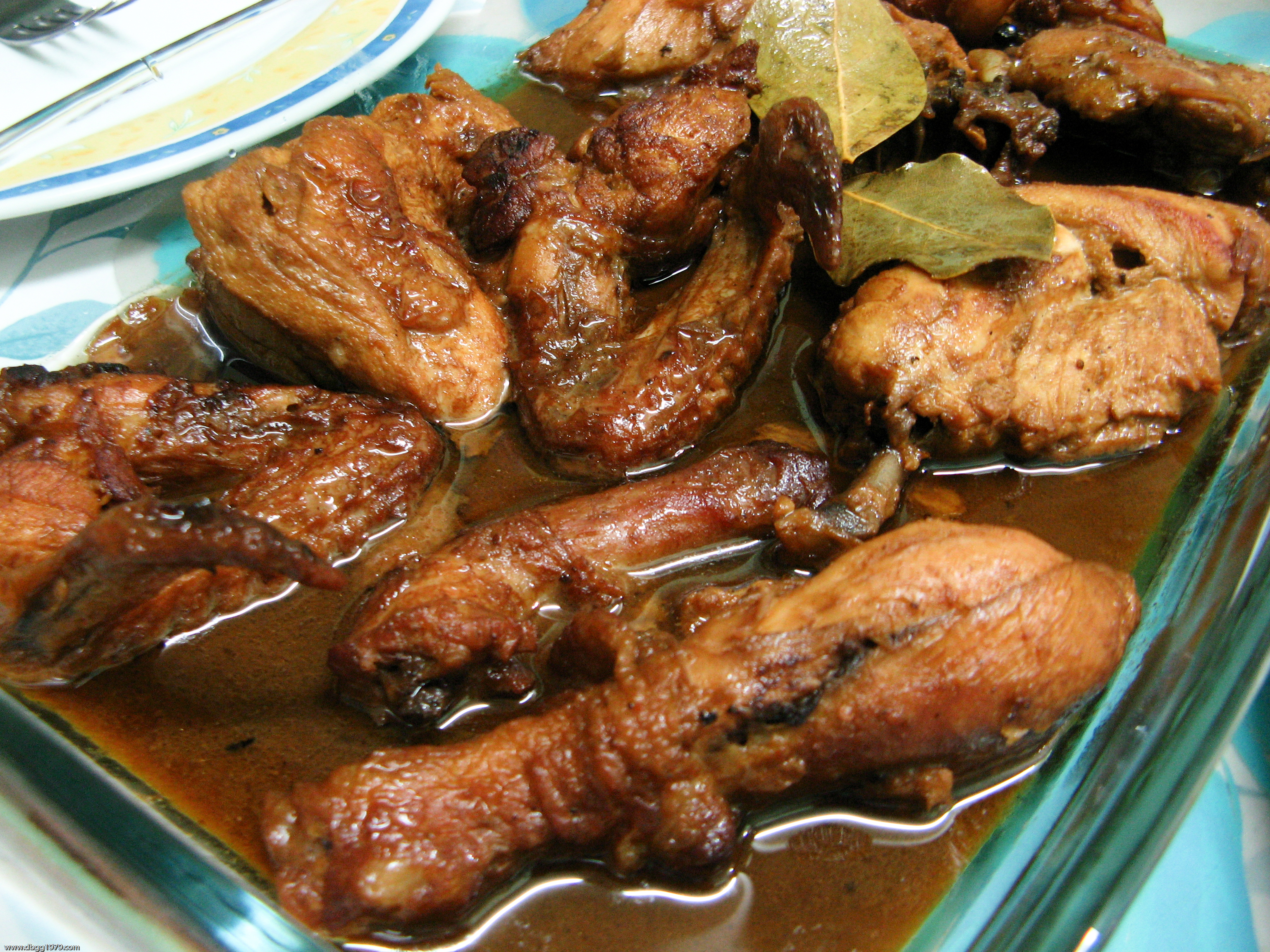
鶏のアドボ
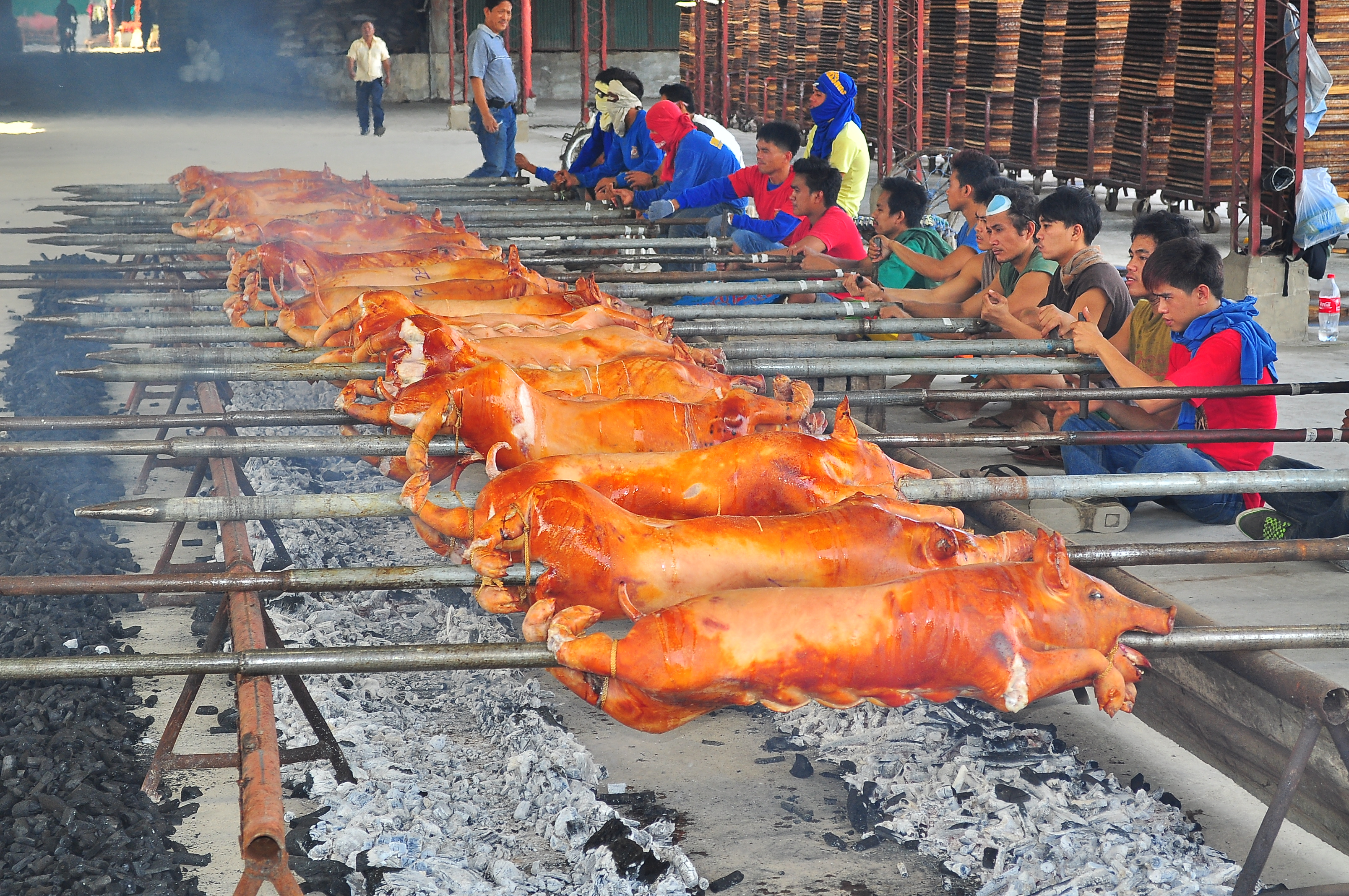
レチョン
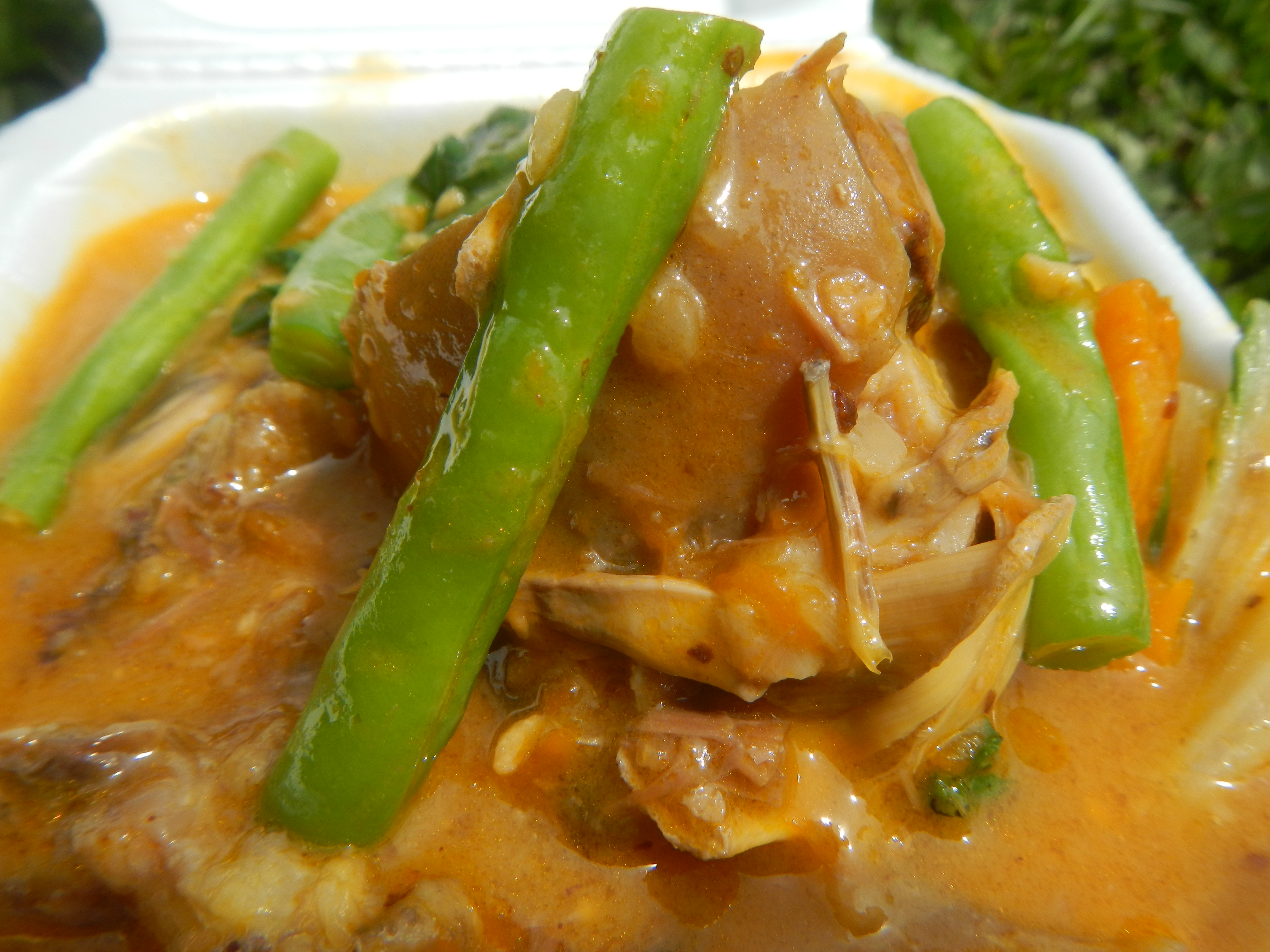
カレカレ
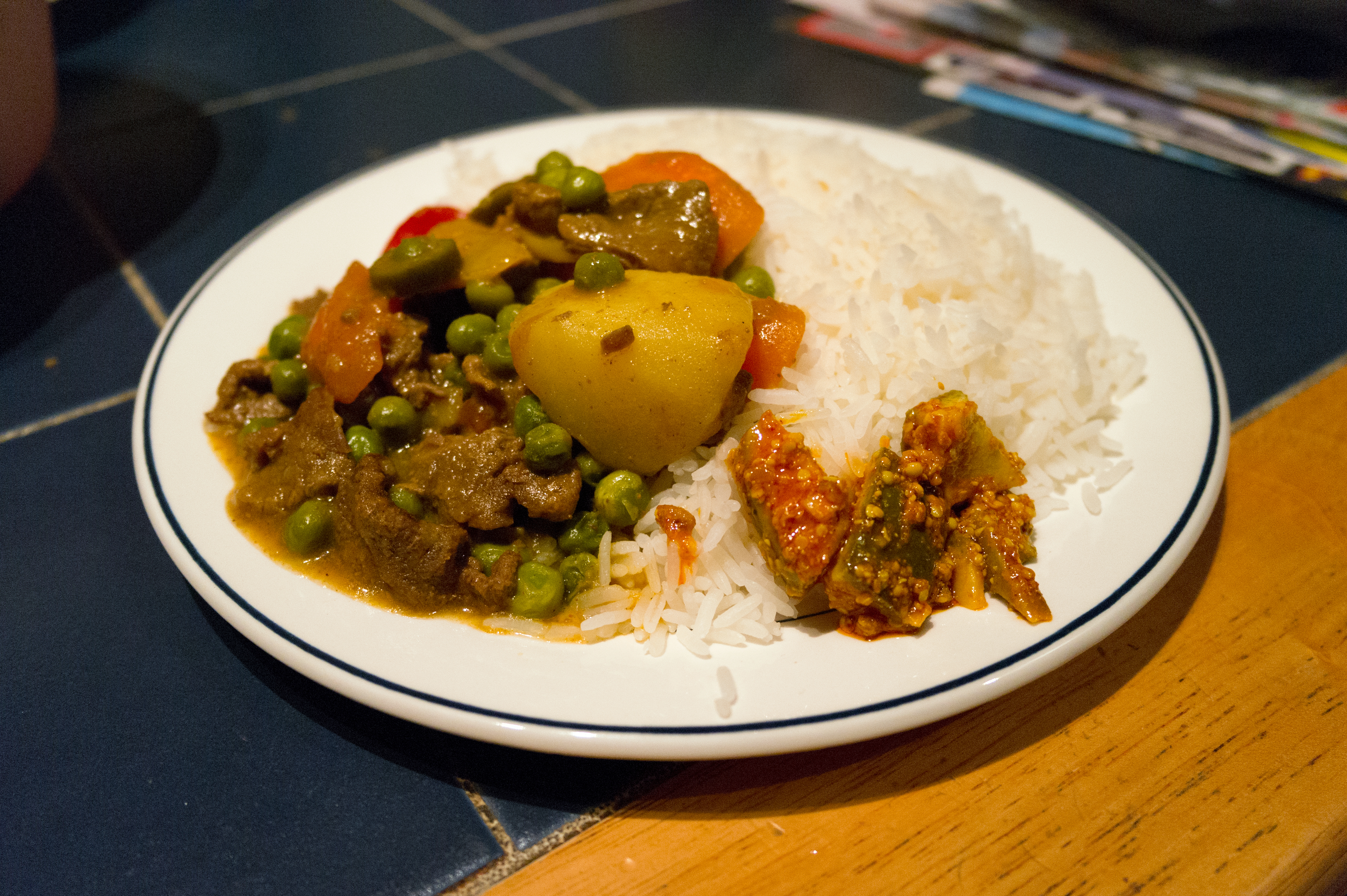
牛肉のカルデレータをかけた白飯

### 魚介類
- エスカベッセ - 魚の唐揚げの甘酢あんかけ。揚げた（あるいは茹でた）魚のマリネであるスペイン料理のエスカベシュとは異なる。
- キニラウ（英語版）（キラウィン）- 魚介類の酢締め。
- レリェノン・アリマサッ（レリアノン・アリマンゴ、rellenong alimango） - カニの身とタマネギなどを炒めて甲羅に詰め、卵の衣をつけて揚げた料理。
- ウコイ（ukoy）
- フィッシュ・ボール - 魚のすり身を丸めた団子を串に刺して揚げた料理。
- ズワム（swam） - 田や湖で獲れたクホールと呼ばれるタニシに似た貝とジュウロクササゲを炊き合わせた簡素な料理
- イニハウナンプシット（Inihaw na pusit) - イカの丸焼き

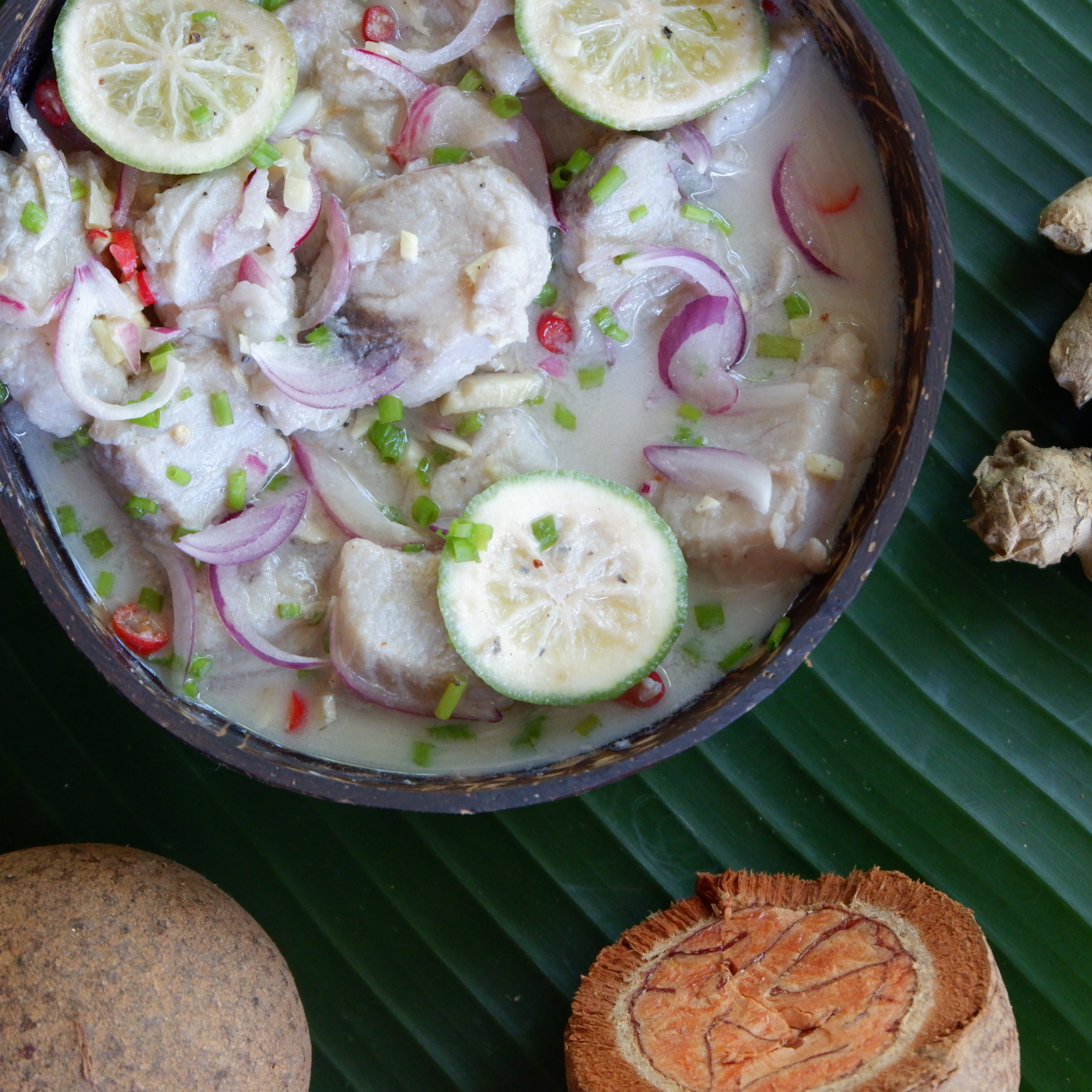
キニラウ

### スープ、シチュー
- シニガン（sinigang）- タマリンドの酸味を利かせたスープ
- チャプスイ
- ティノーラ（tinola）- 鶏肉や魚、野菜類を煮込んだスープ
- ブラロ（bulalo）
- ブラングラン - 野菜を米のとぎ汁で煮て塩辛で味を調えた料理
- ミスワ（miswa） - 細い麺を入れたスープ。
- ギシンギシン (gising-gising) - 辛味のある野菜シチュー
- メヌード - 豚肉とレバーのトマトシチュー
- メチャド - 牛肉のトマトシチュー
- カルデレータ - レバーペーストを用いるシチュー

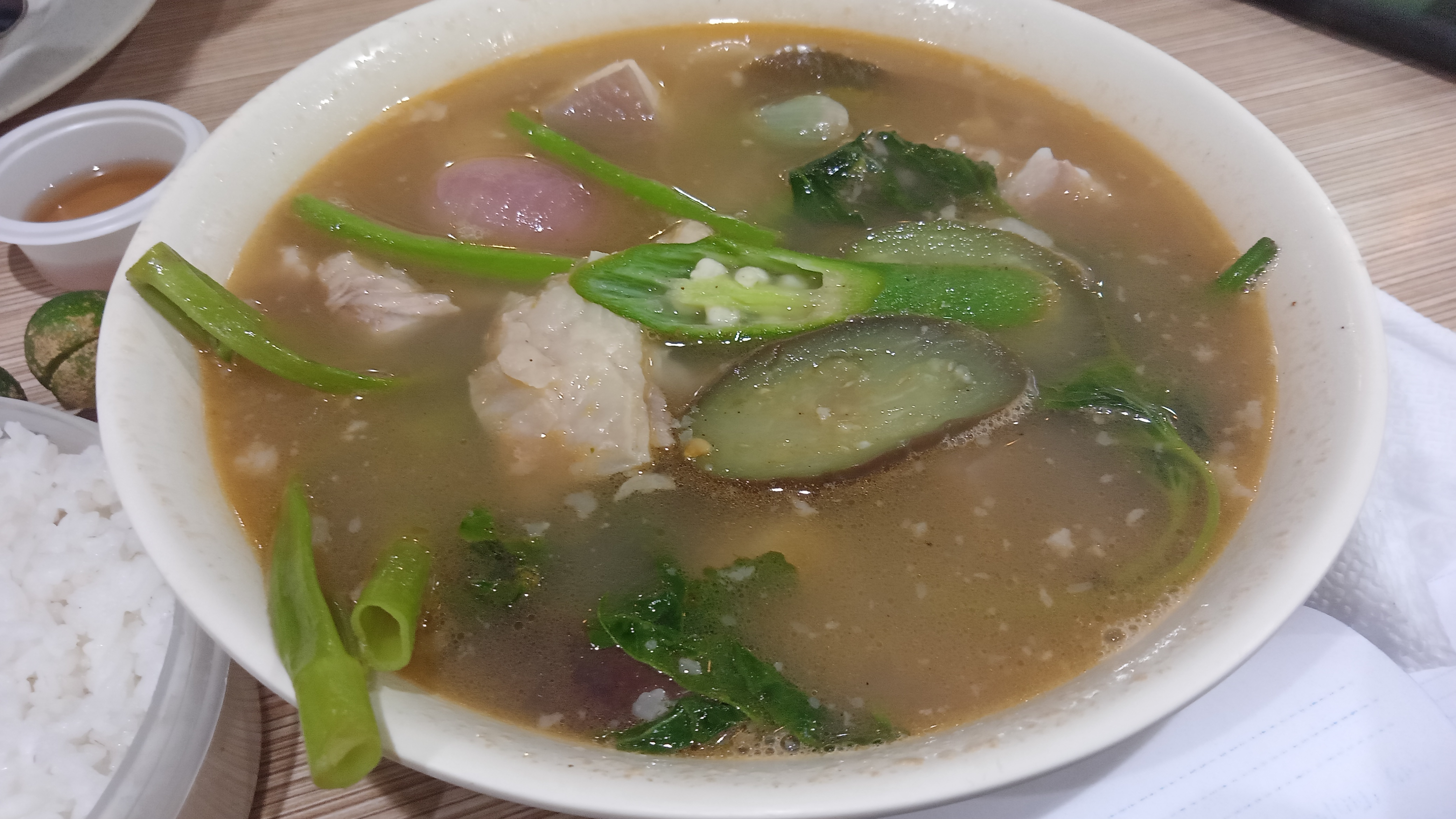
シニガン
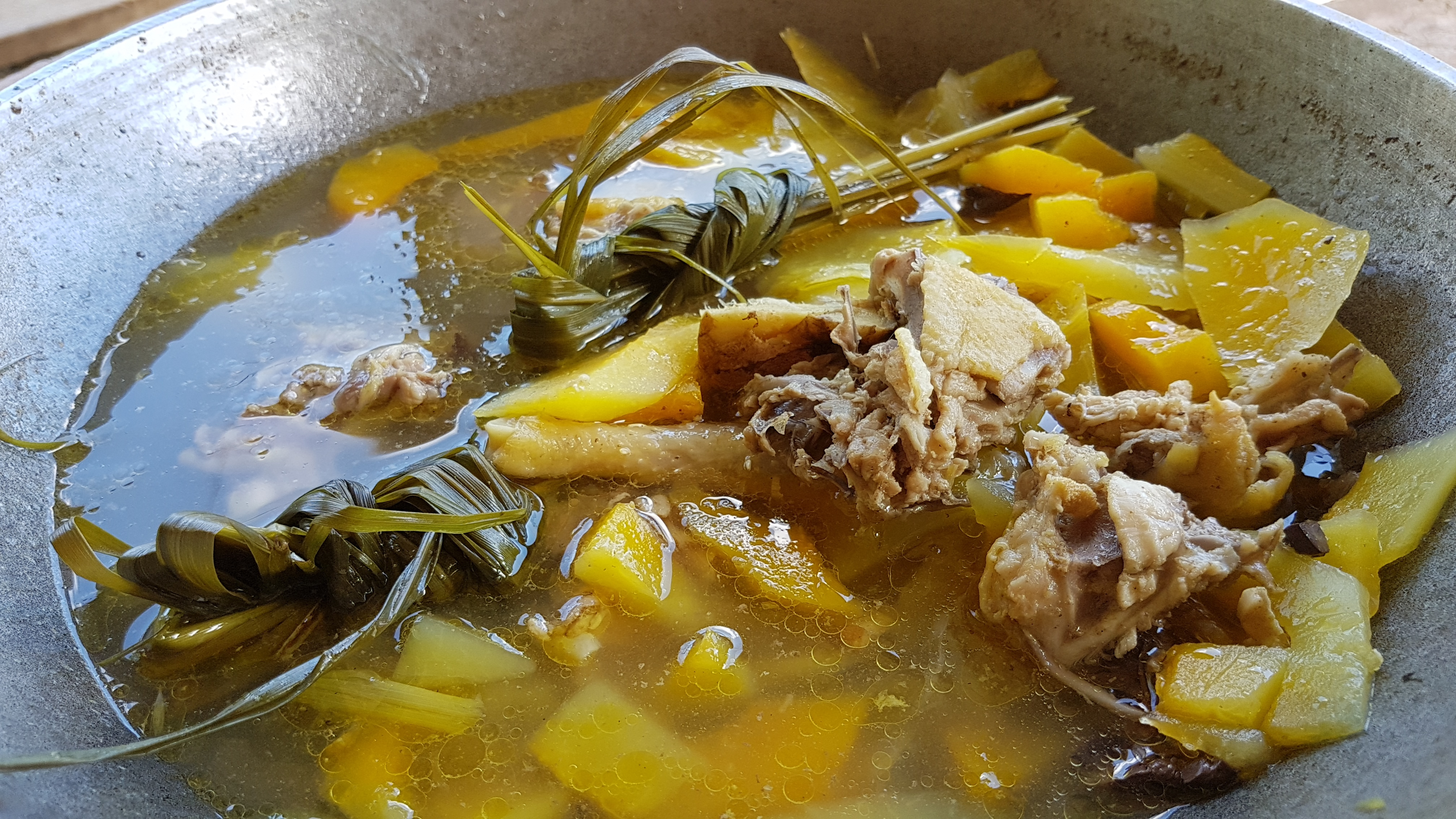
ティノーラ
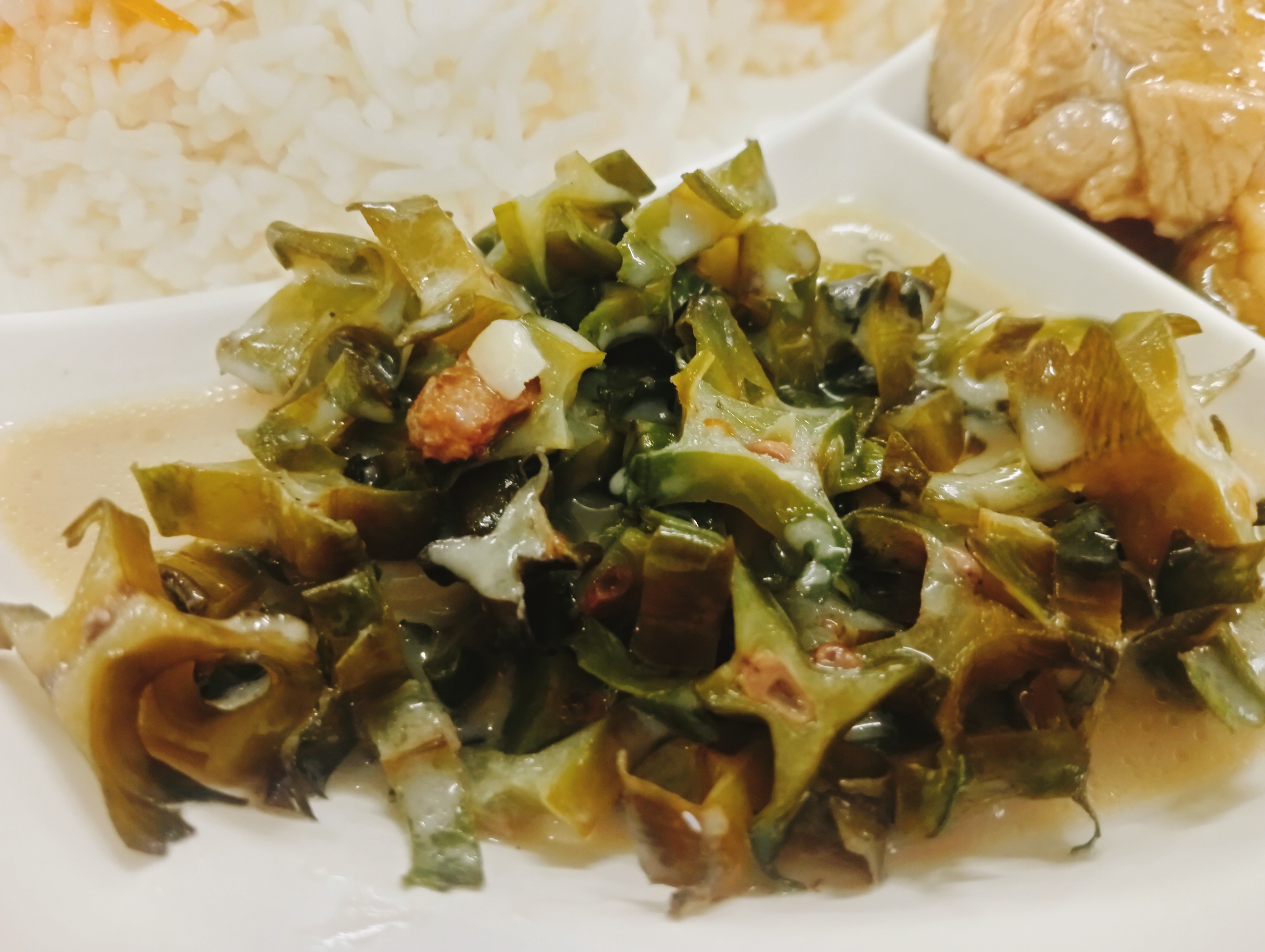
ギシンギシン
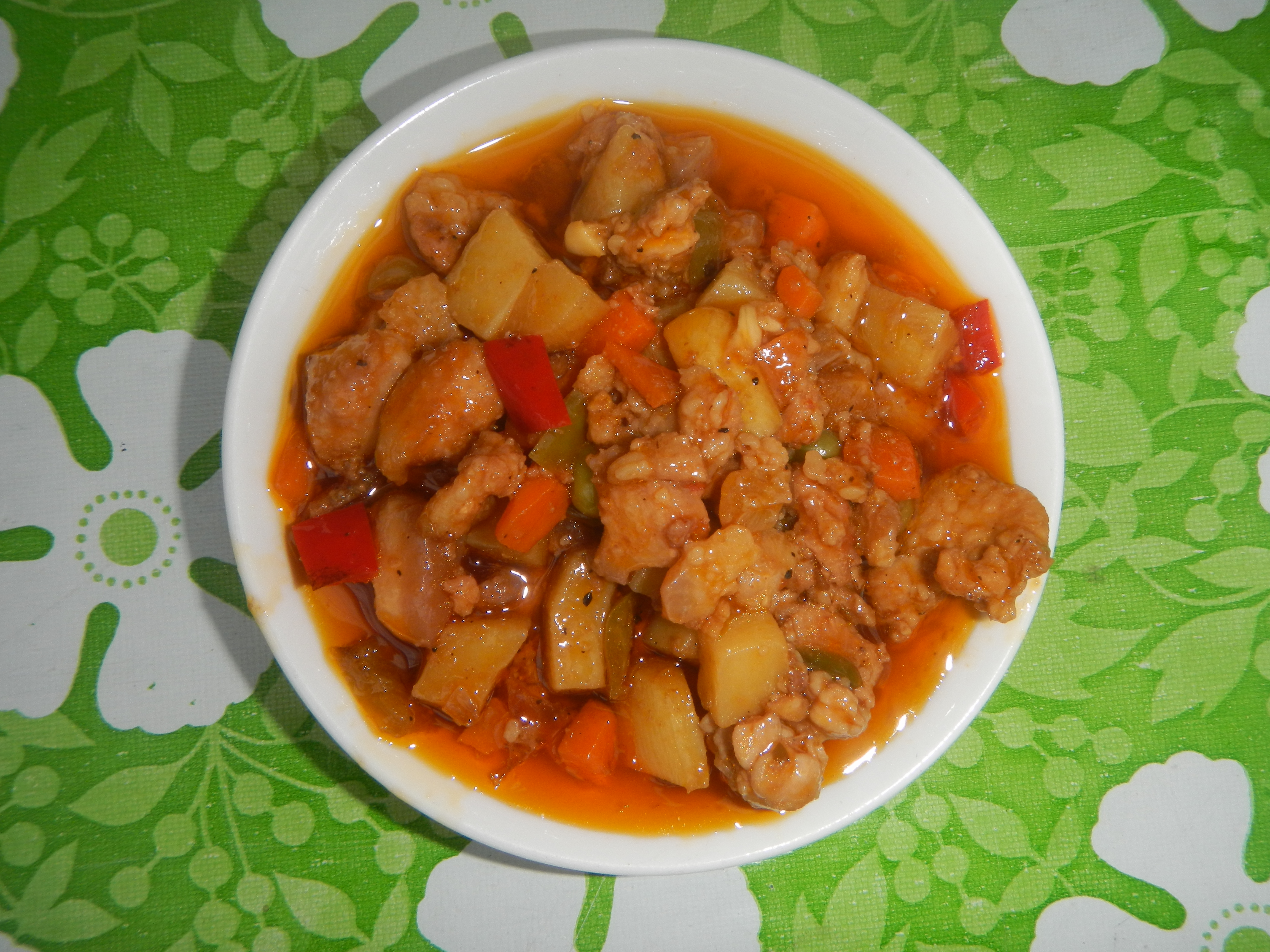
メヌード
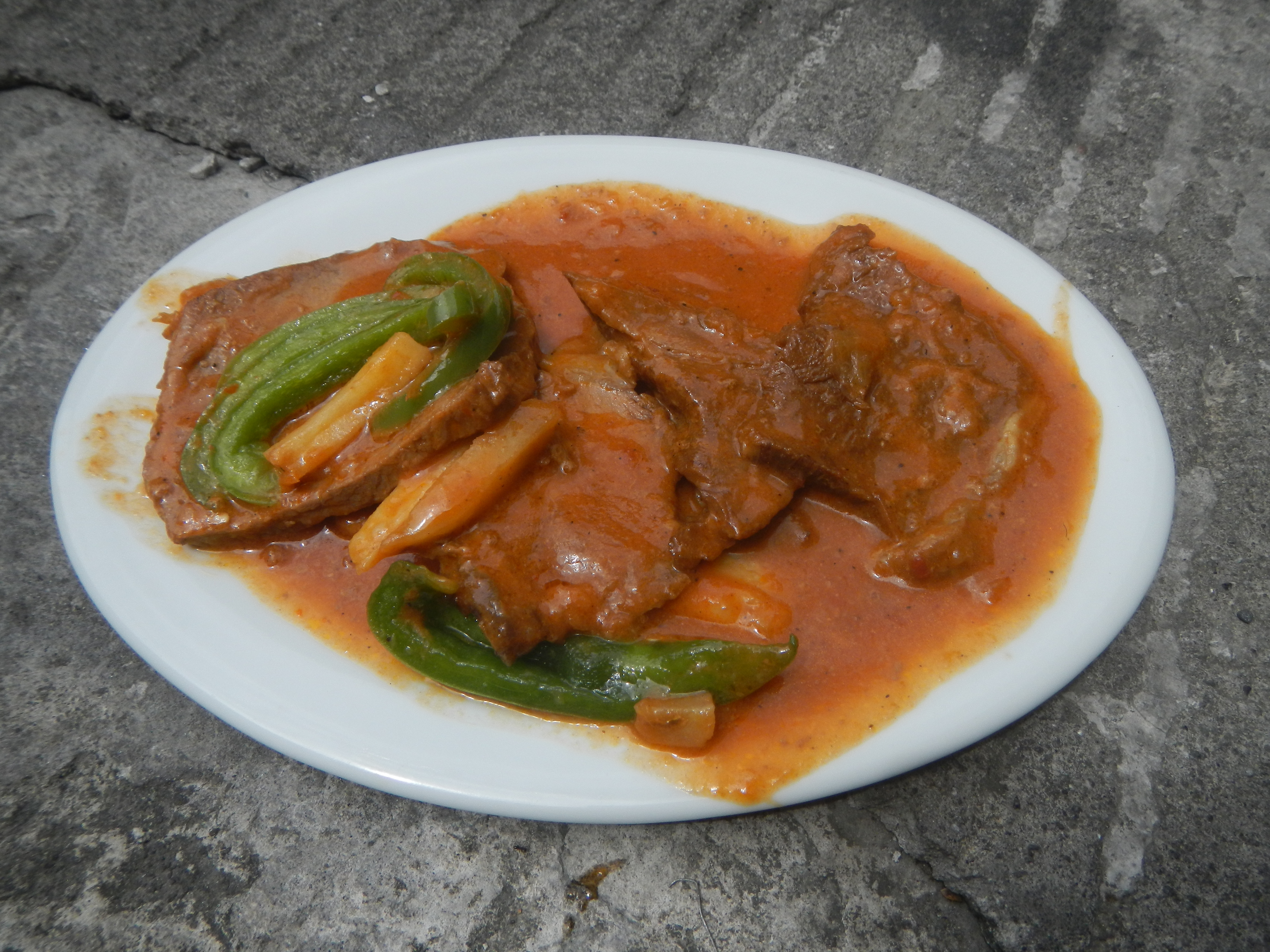
メチャド

### 米、小麦料理
- スマン（英語版）（suman） - ちまき。
- アロス・ア・ラ・バレンシアーナ - フィリピン風のパエリア。
- アロス・カルド（arroz caldo） - 鶏肉入りの粥。
- ルンピア（lumpia） - 春巻き。福建料理の「潤餅」（ルンピア）が変化したものと考えられる。揚げ春巻きは「ルンピア・プリトー」、生春巻きは「ルンピア・サリア」と呼ばれる。
- ビーフン
- エンパナーダ（empanada) - スペイン起源の具入りパン。かつてのスペイン植民地に様々な種類がある
- ソータンホン - 春雨
- シオマイ - シュウマイ
- シオパオ（siopao/siyopaw） - 肉まん。
- パンシット・ギサド（pancit guisado） - 肉や野菜と一緒に炒めた麺。
- パンシット・カントン（pancit kanton） - コーンスターチでとろみをつけたパンシット・ギサド。
- パンシット・モロ（pancit molo） - ワンタンスープ
- マミ（mami） - 汁そば。
- パン・デ・サル（pan de sal）
- エンサイマーダ - 甘い菓子パン。細くスライスされたチーズとグラニュー糖がトッピングに使われる。
- フィリピーノ・スパゲッティ — バナナケチャップで甘めに味付けしたミートソーススパゲッティ。
- 寿司ベイク（sushi bake） - 巻きずしの材料を巻かずに耐熱容器に層状に敷き詰め、オーブンで焼いた寿司のアレンジ料理。
- トルタンカラバサ - カボチャと小麦を混ぜて焼いたオムレツの一種。

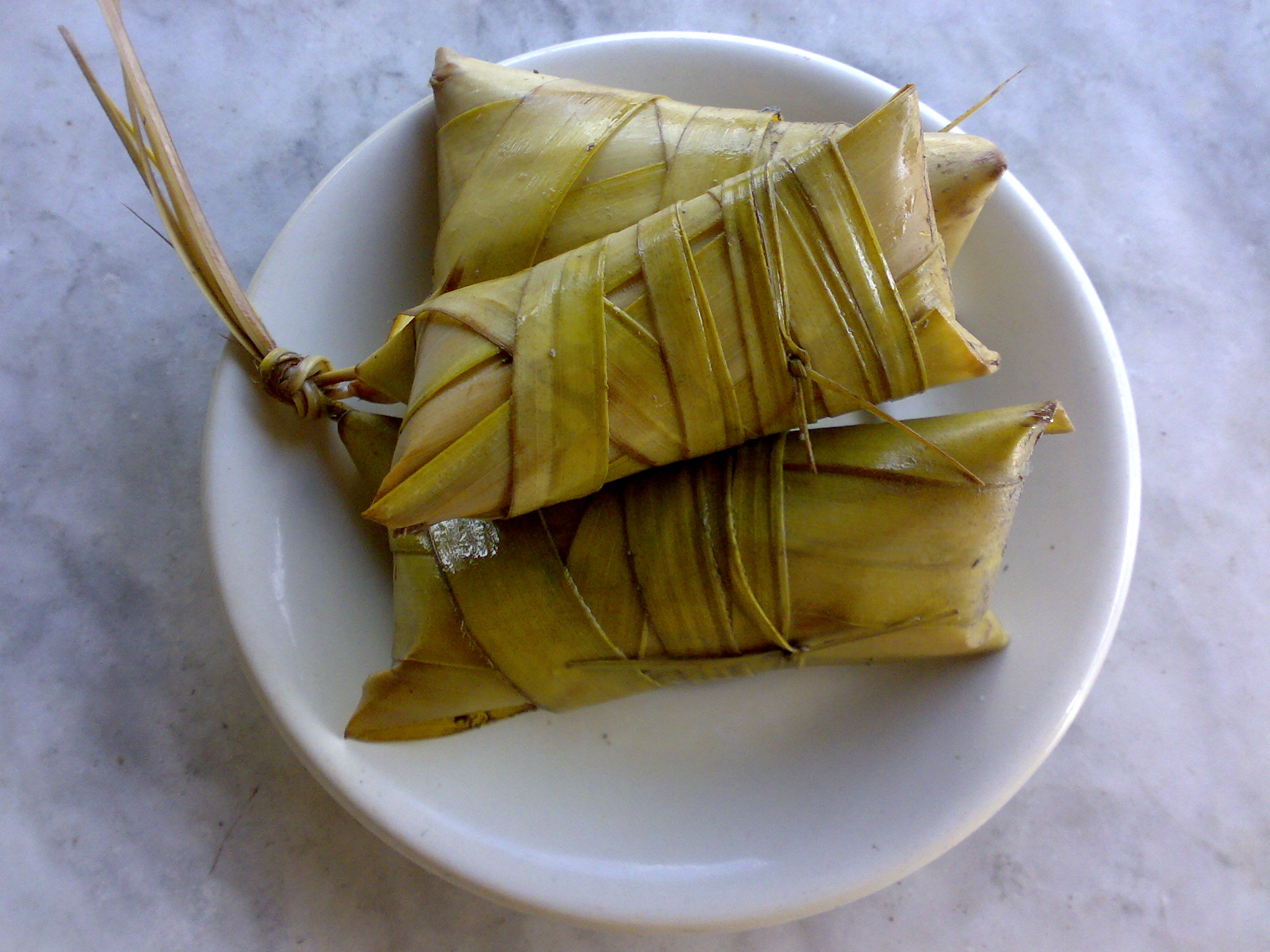
スマン
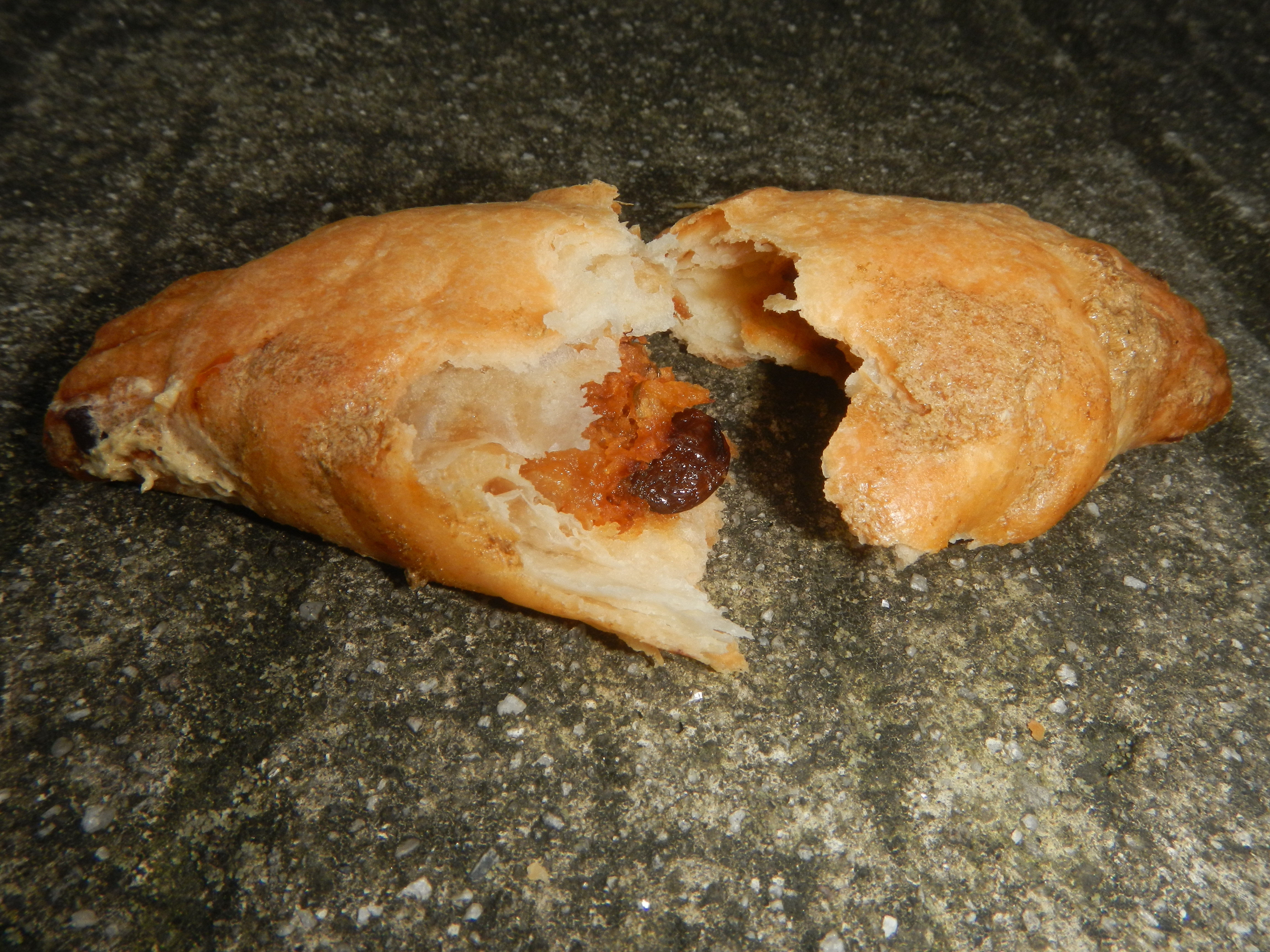
フィリピンのエンパナーダ
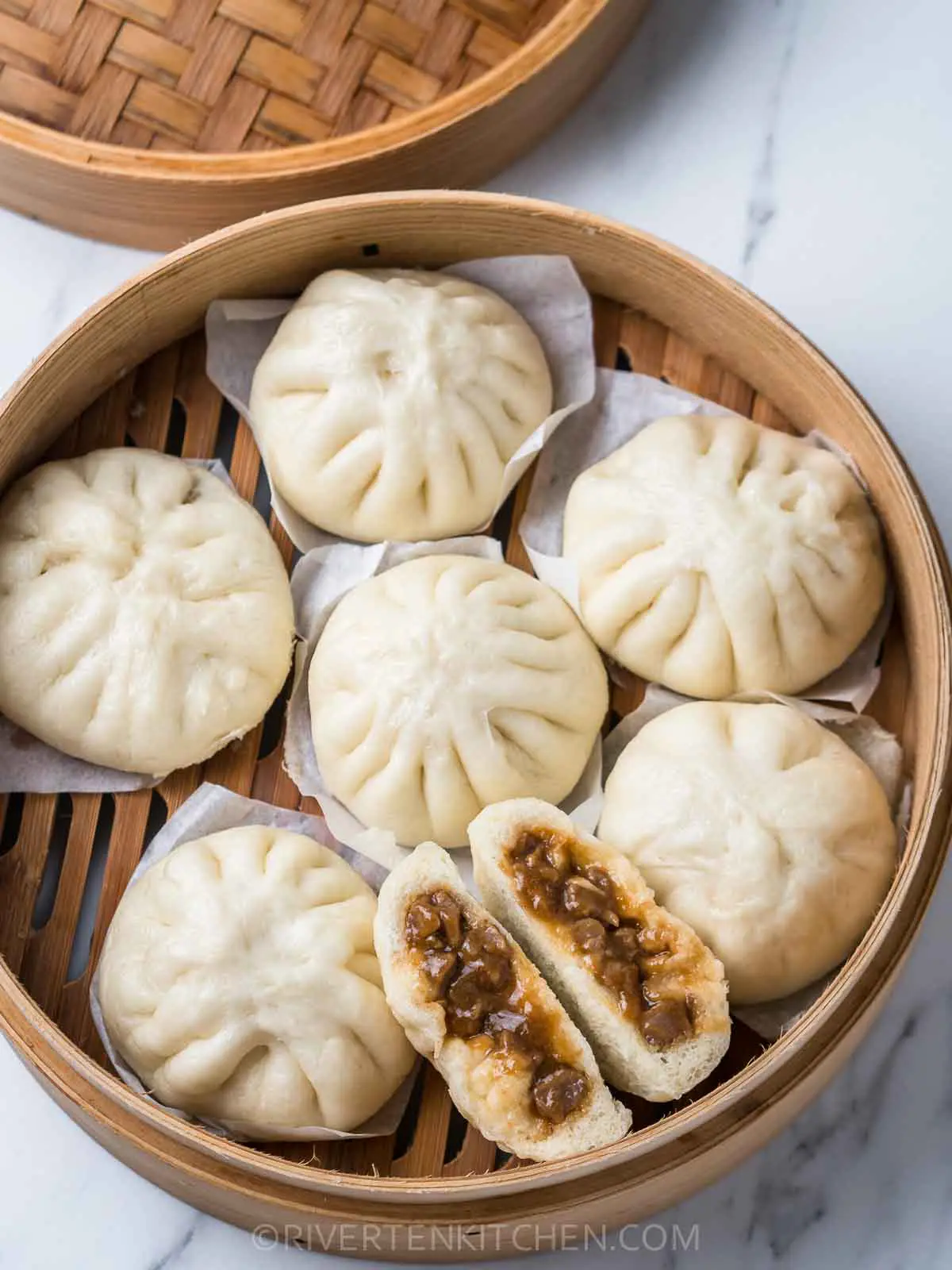
シオパオ
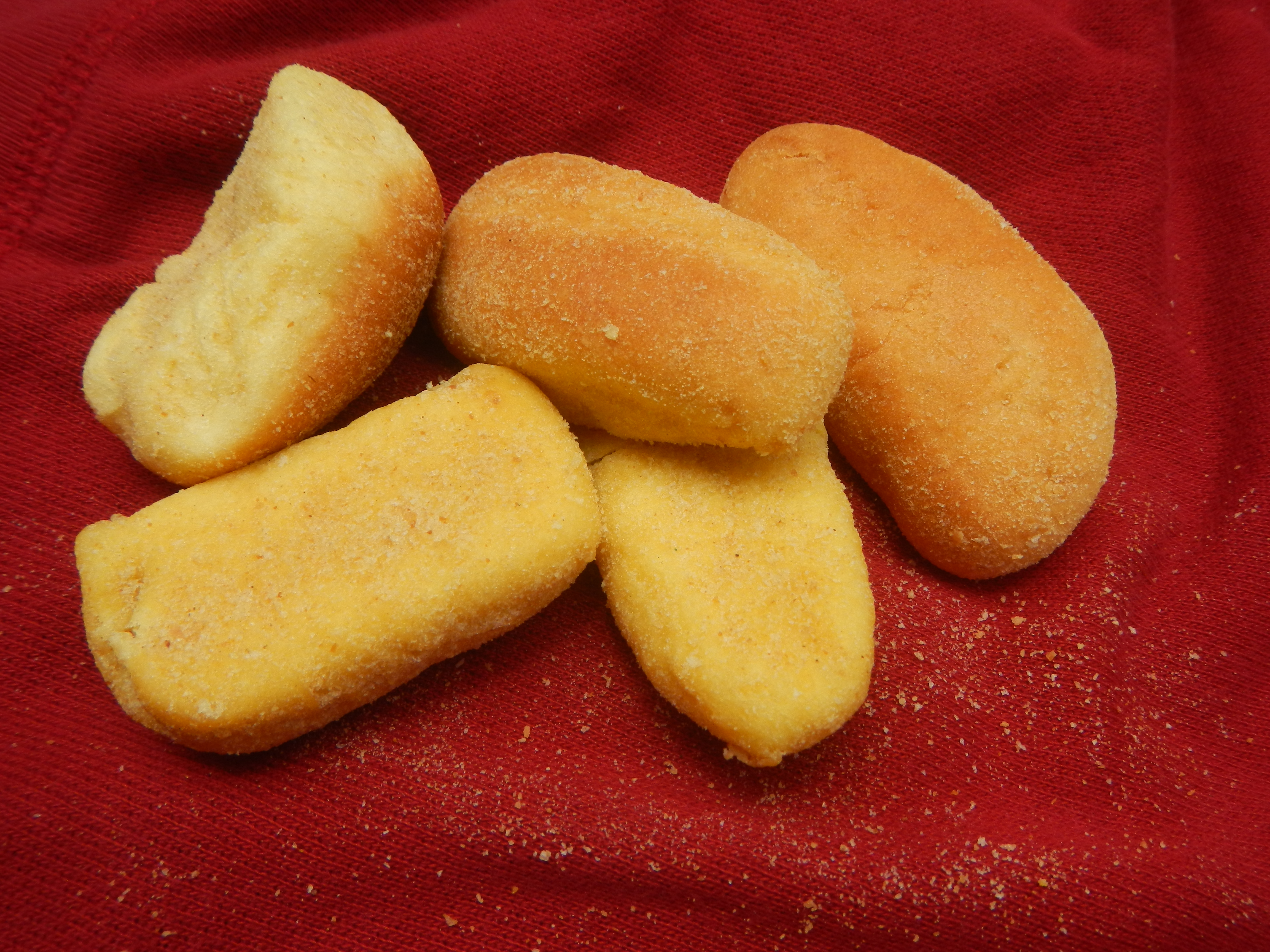
パンデサル
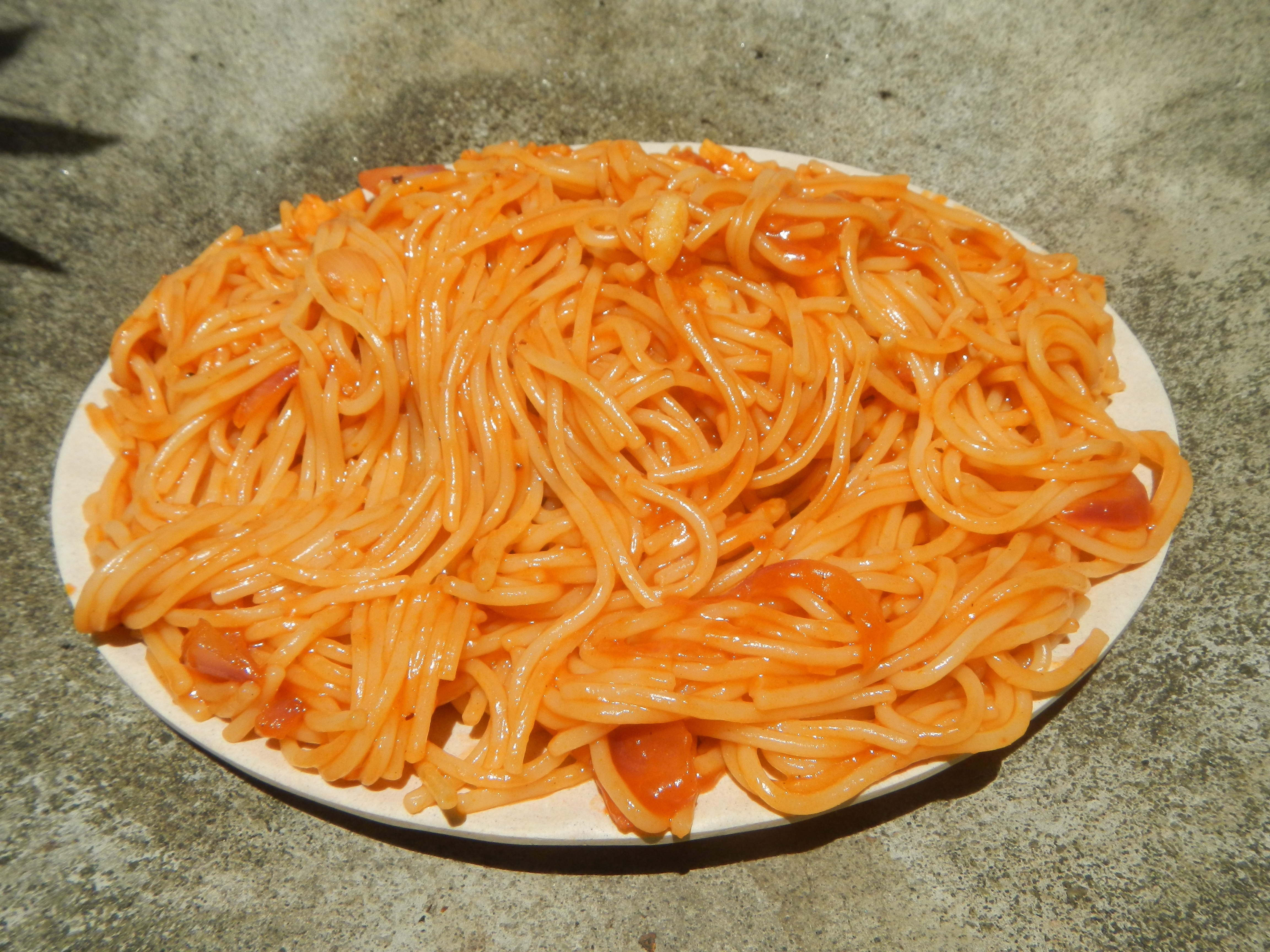
フィリピーノ・スパゲッティ
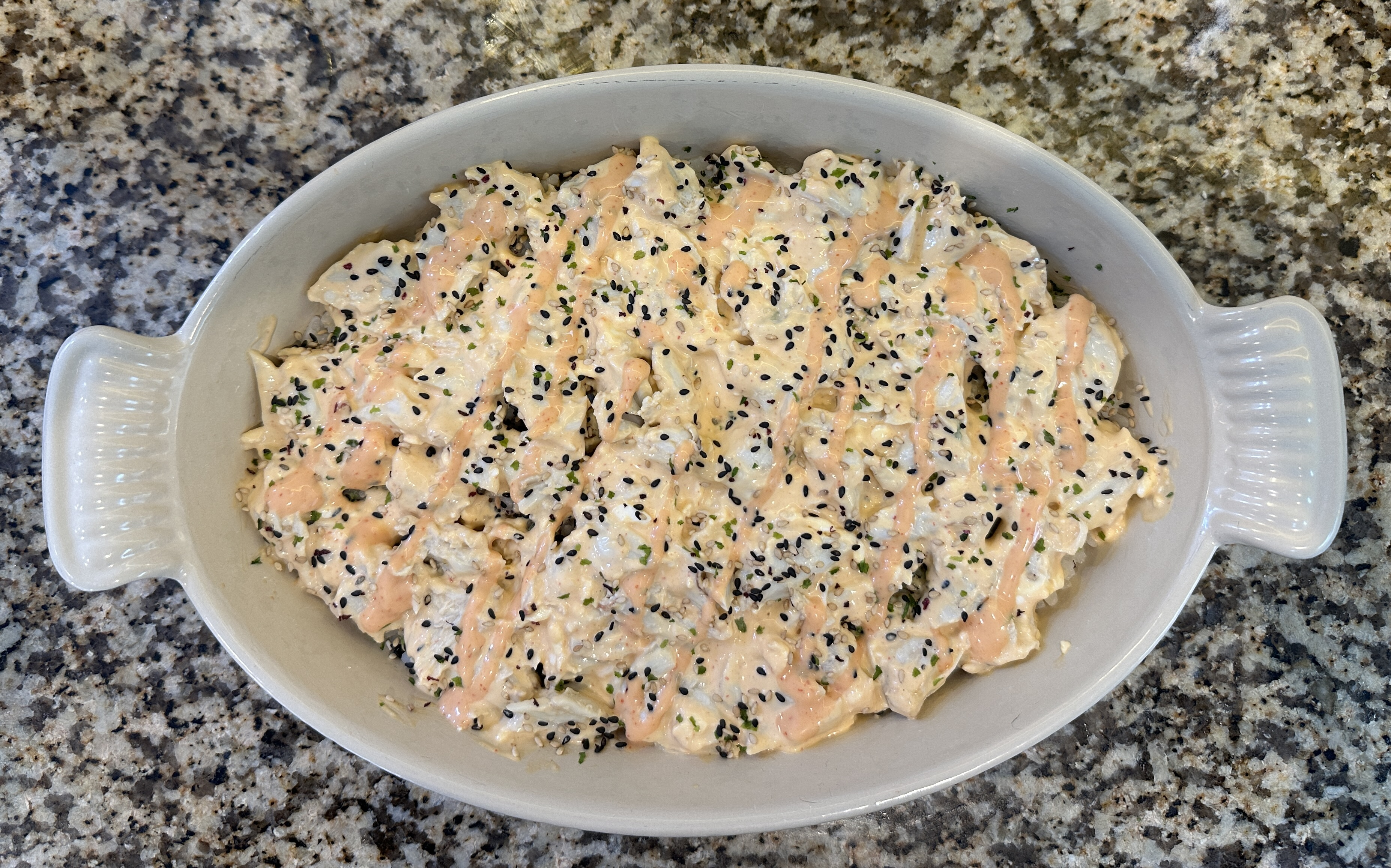
寿司ベイク
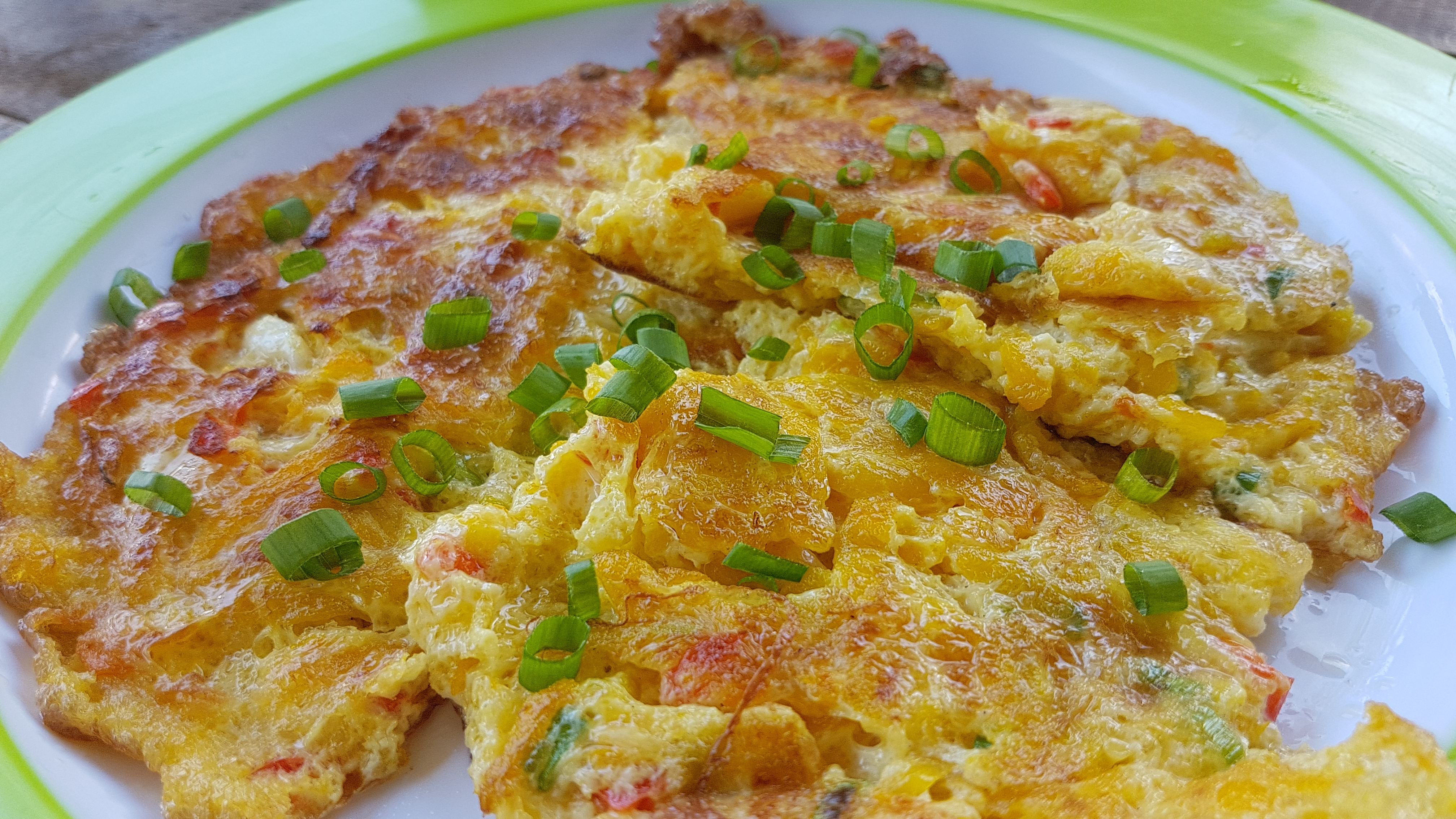
トルタンカラバサ

### 野菜料理
- ポキポキ - ナスとスクランブルエッグからなる料理。

### 菓子類
- プト（Puto） - 米粉を使った蒸しパン。
- ビビンカ（bibingca) - インドのゴア州起源の、カスタードケーキ
- プトボンボ - 竹筒に入れて蒸した紫の餅。
- パリタオ - ココナッツをまぶした白玉。
- レチェ・フラン（レッシェ・フラン、leche flan）
- ハロハロ（halo-halo）
- ギナタアン・ハロハロ（ginataan halo-halo） - ココナッツミルクで果物、白玉を煮た菓子。
- トゥロン（turon） - 調理用のバナナを使った揚げ春巻き
- ナタ・デ・ココ（nata de coco）
- タホ - 豆腐に黒蜜シロップをかけたスイーツ。
- カモテキュー（camote cue） - 砂糖を絡めたサツマイモを焼いた菓子。
- バナナキュー（banana cue）- 揚げバナナ
- キャッサバ・ケーキ - キャッサバを練って固めた菓子。
- エスパソル - クリスマスシーズンに販売されるライスケーキ。

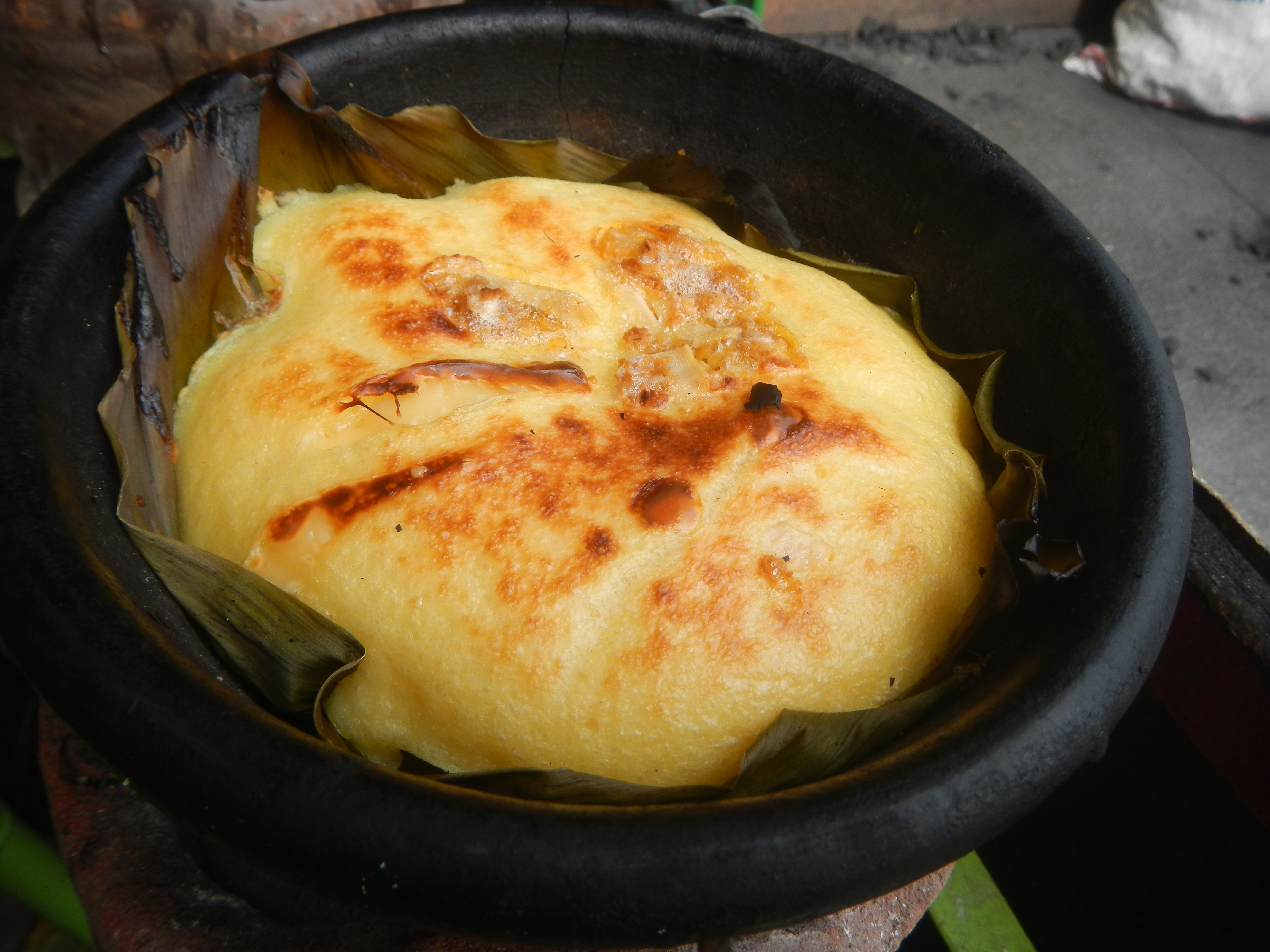
ビビンカ
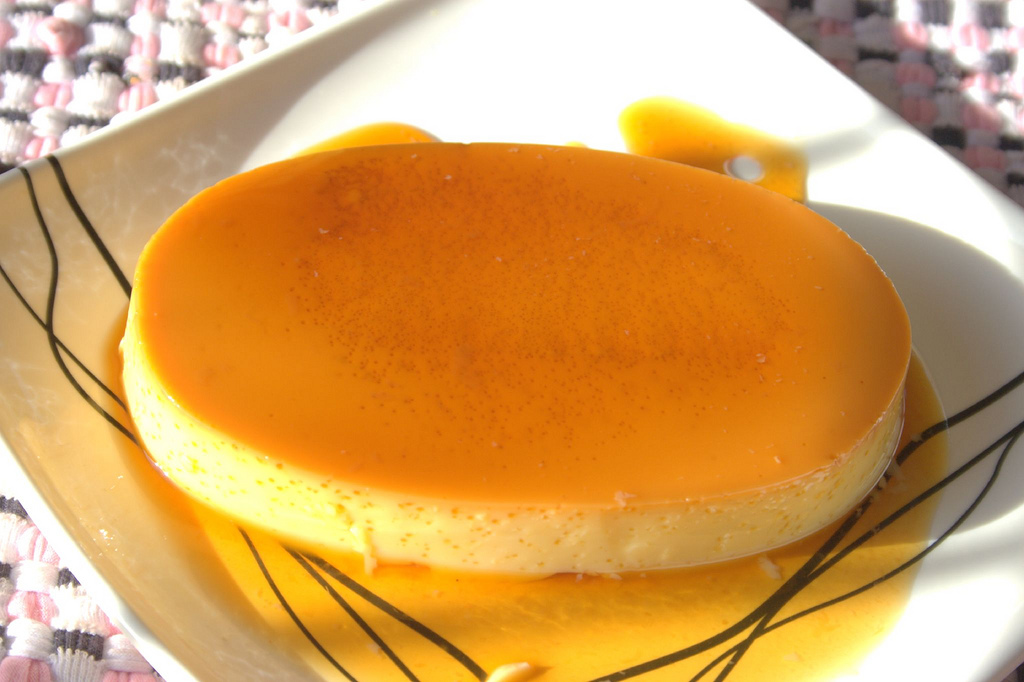
レチェ・フラン
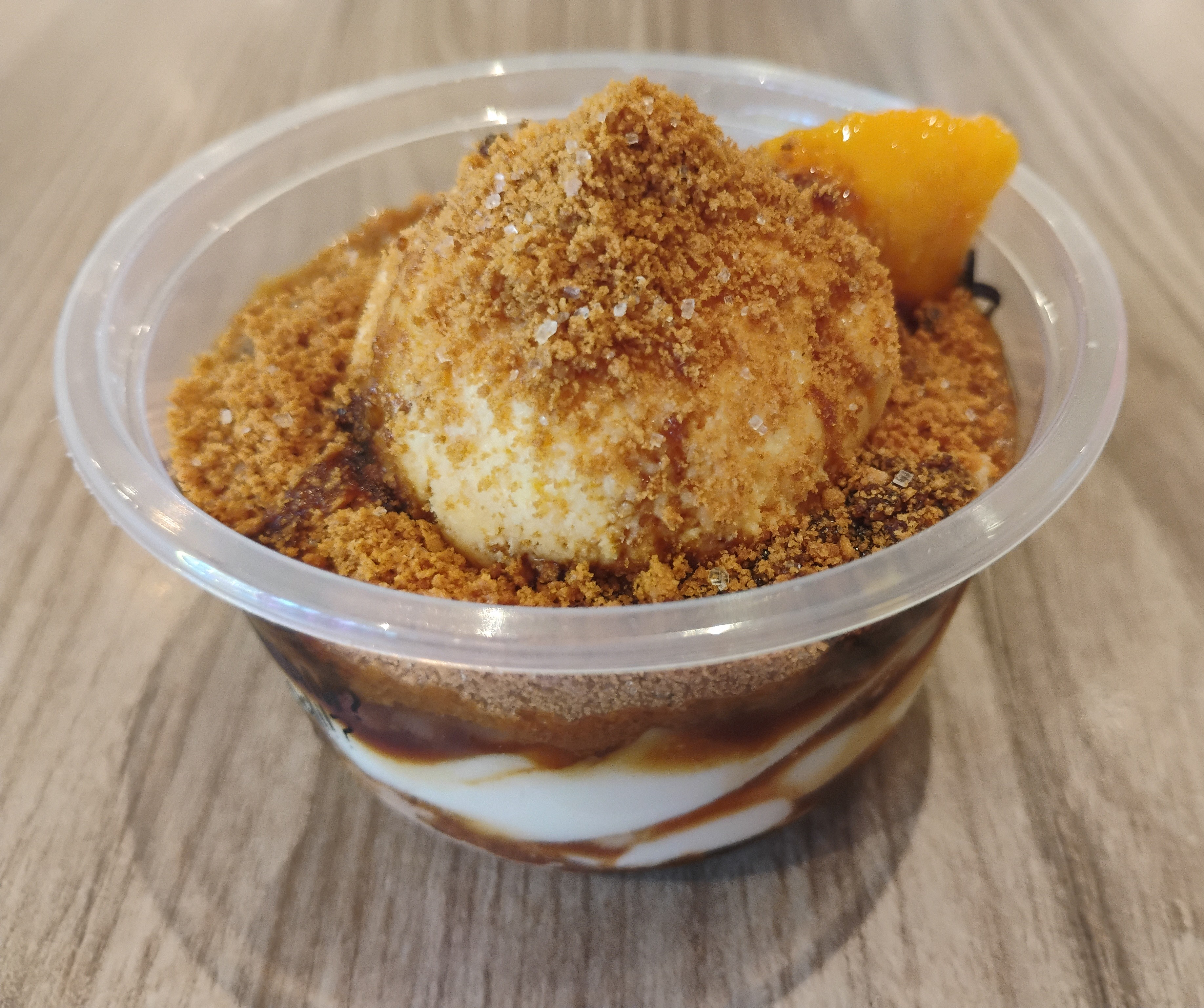
タホ
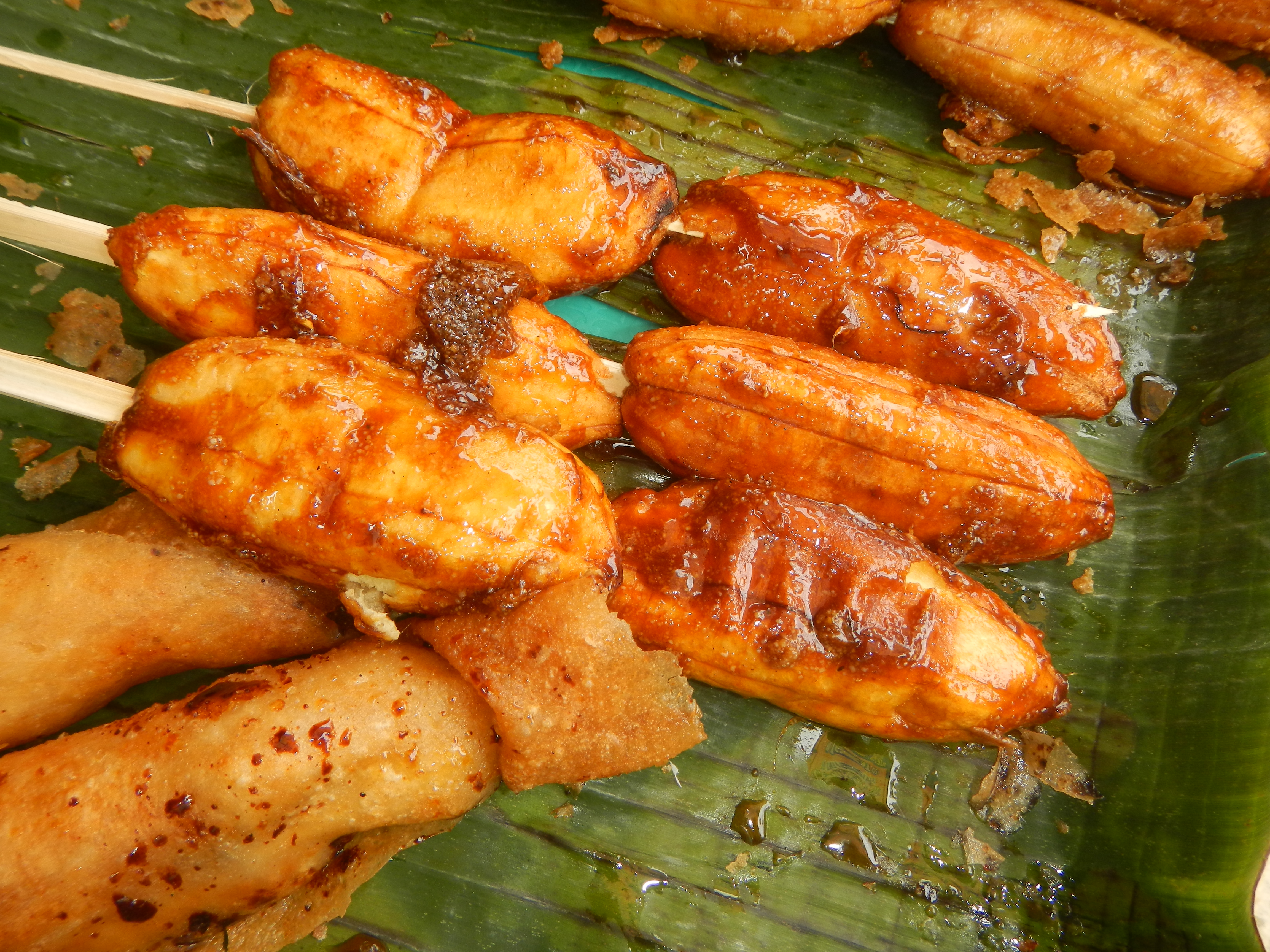
バナナキュー
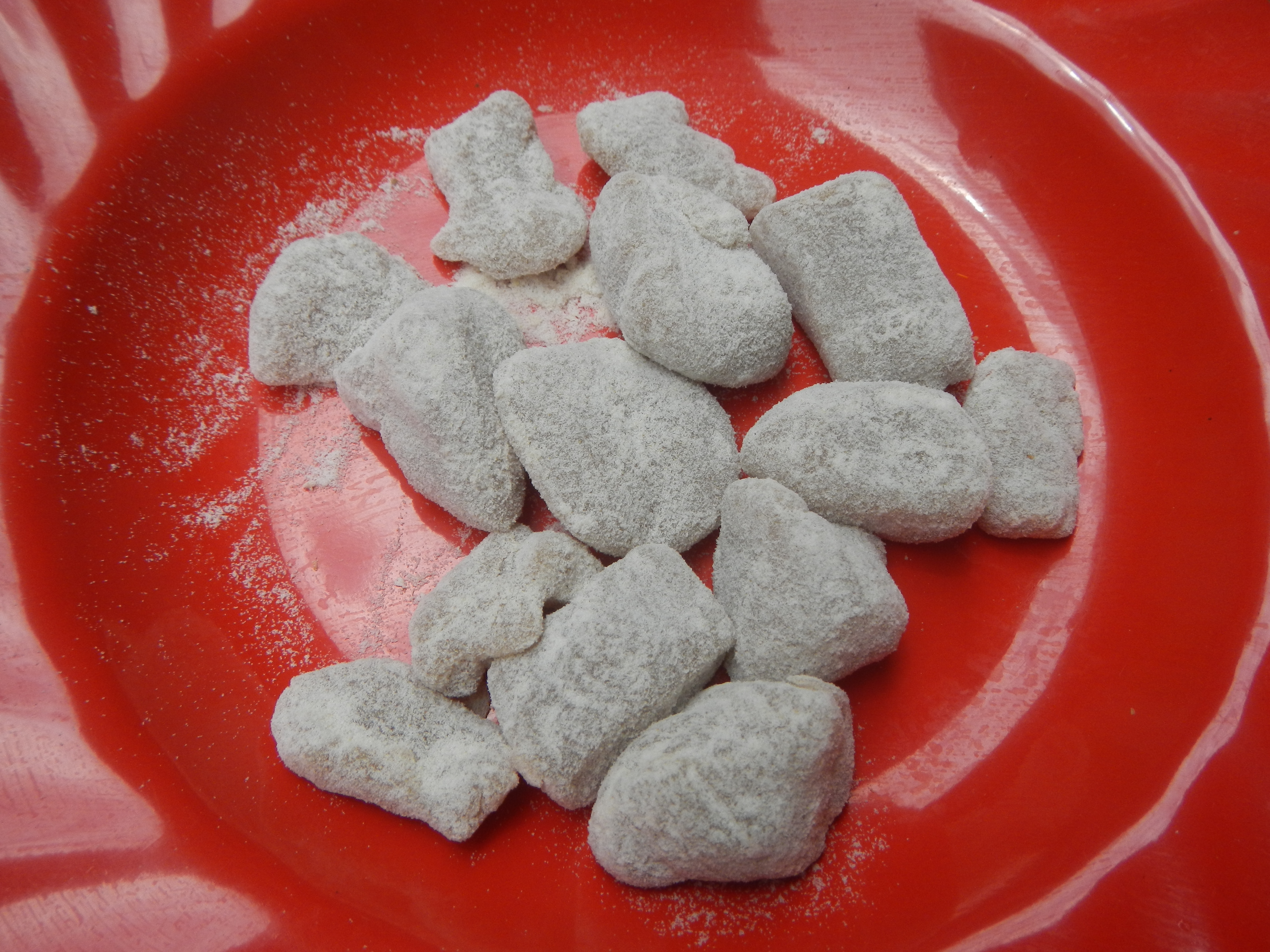
エスパソル